# Автомобільна промисловість у Франції

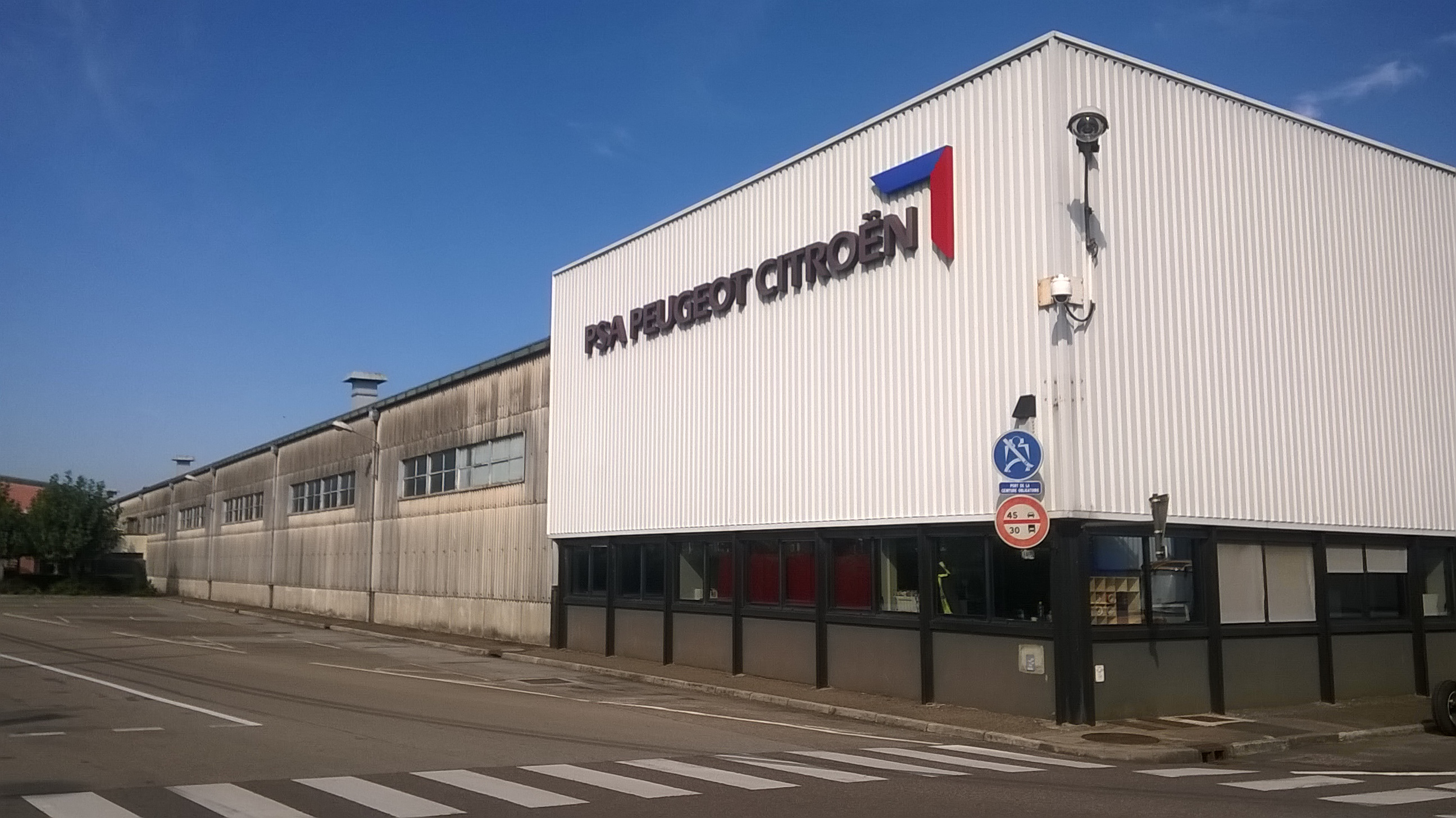
Завод Peugeot Citroën у Везулі

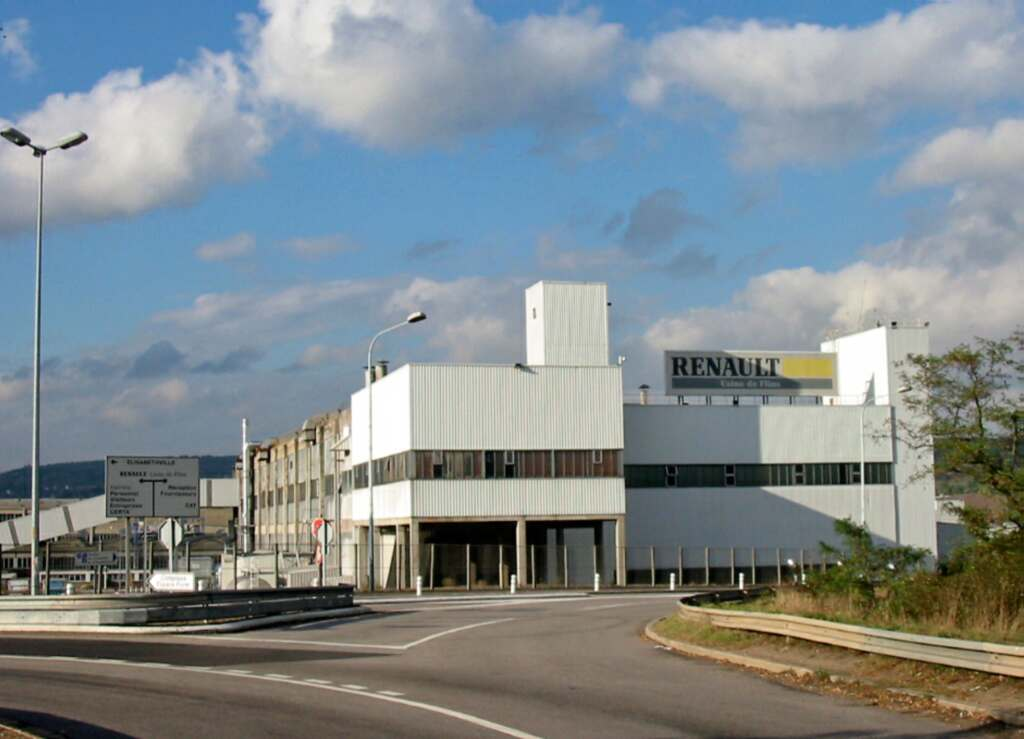
Завод Renault у Флен-сюр-Сені

Автомобільна промисловість Франції — галузь економіки Франції.
Франція була піонером в автомобільній промисловості і є 13-м за величиною виробником автомобілів у світі станом на 2014 рік і 3-м за величиною в Європі (після Німеччини та Іспанії). Вона послідовно була четвертою за величиною з кінця Другої світової війни до 2000 року.
Найбільшими автомобільними компаніями країни є:
- Peugeot (активи у 2015 році — 74 млрд. $, співробітників — 50 тис. осіб). Groupe PSA (раніше PSA Peugeot Citroën) володіє брендами Peugeot, Citroën, DS Automobiles, Opel, Vauxhall і є 2-м за величиною автовиробником в Європі і 11-м за величиною в світі станом на 2015 рік.
- Renault (активи у 2015 році — 99 млрд. $, співробітників — 117 тис. осіб). Groupe Renault (раніше Renault S.A.) володіє брендами Renault, Alpine, Dacia, Renault Samsung Motors, має 43% у Nissan і є 3-м за величиною автовиробником в Європі і 10-м за величиною в світі станом на 2015 рік.
Найбільшим виробником автомобільних комплектуючих і запасних частин є Valeo (активи у 2015 році — 12 млрд. $, співробітників — 78 тис. осіб).
Французький Renault Trucks є великим виробником комерційних транспортних засобів і належить Volvo AB. Обидва Groupe PSA (раніше PSA Peugeot Citroën) та Groupe Renault (раніше Renault S.A.) виробляють велику кількість транспортних засобів за межами Франції.
Французькі автомобілі завоювали нагороди Європейський автомобіль року (англ. European Car of the Year) та Всесвітній автомобіль року (англ. World Car of the Year) багато разів. Citroën DS посів третє місце в премії Автомобіль століття (англ. Car of the Century) і був названий найкрасивішим автомобілем всіх часів за версією журналу «Classic & Sports Car».
Французькі автовиробники були довгий час домінуючими у франкомовній Африці, але починаючи з 1970-х років японці почали наступати завдяки більш низьким цінам і наявності відповідних легких позашляховиків і вантажних автомобілів.

## Історія

### 18-те та 19-те століття

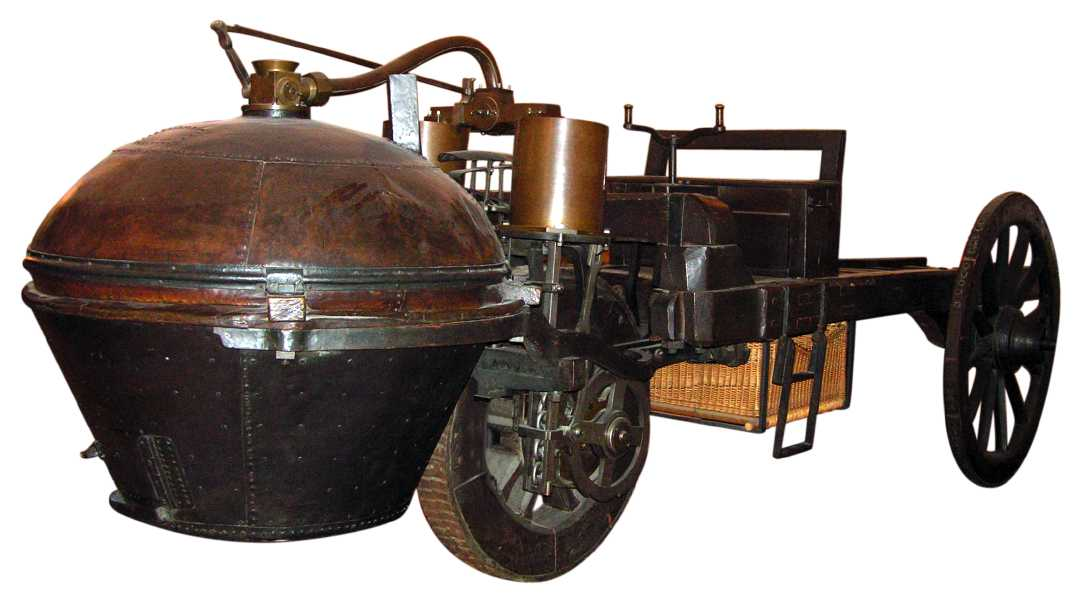
Паровий віз Кюньо (1769—1770)

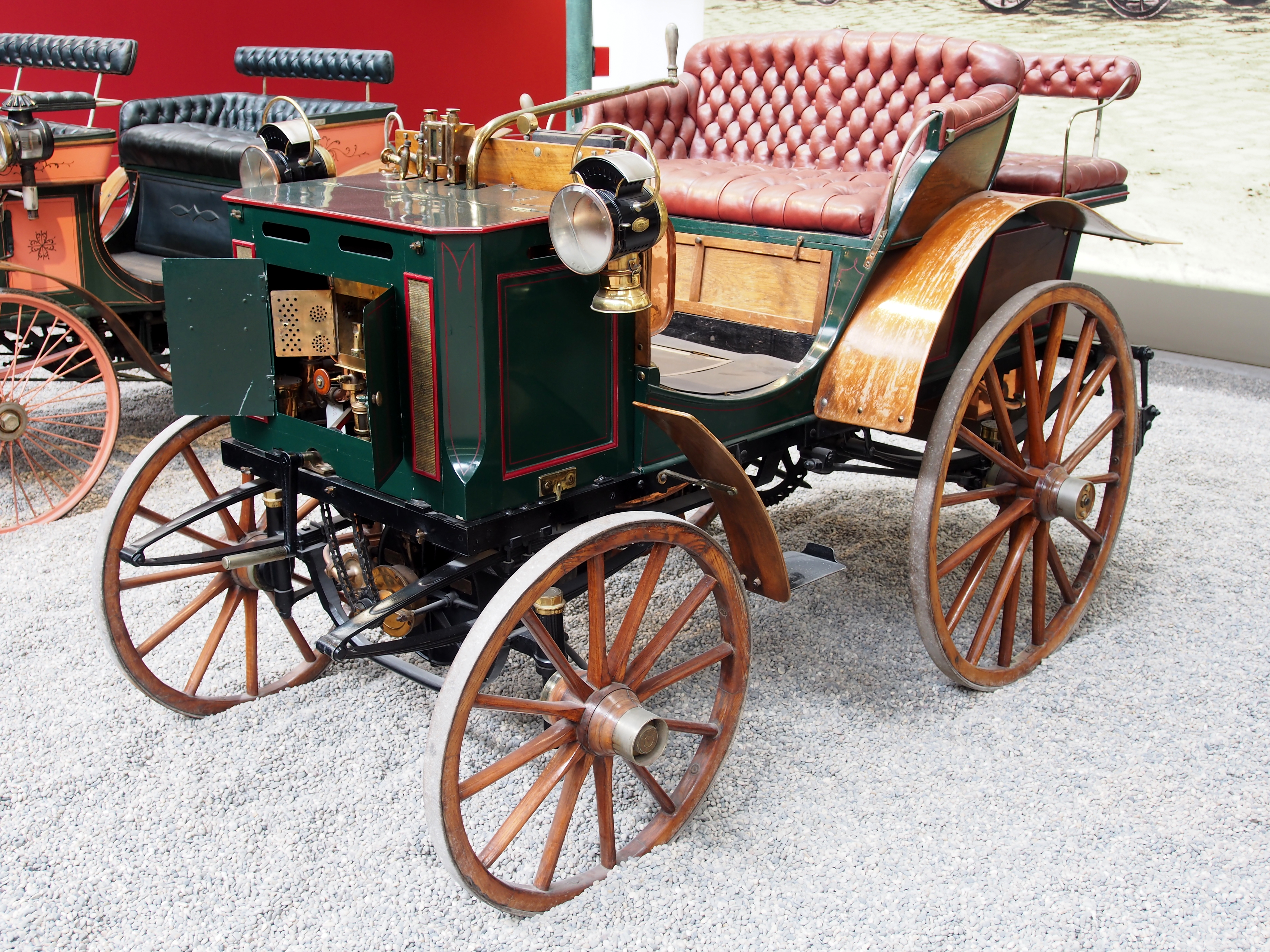
Panhard-Levassor (1891—1896)

1769 рік — Ніколя-Жозеф Кюньо (фр. Nicolas-Joseph Cugnot) будує перший самохідний механічний транспортний засіб.
1807 рік — Франсуа Ісаак де Ріва (фр. François Isaac de Rivaz) винаходить водневий двигун внутрішнього згоряння.
1859 рік — Жан Джозеф Етьєн Ленуар (фр. Jean Joseph Étienne Lenoir) розробляє двигун внутрішнього згоряння.
1884 рік — Едуару Деламар-Дебутвілю (фр. Edouard Delamare-Deboutteville) приписують у Франції створення першого автомобіля з бензиновим двигуном.
1885 рік — Амеде Боллє (фр. Amédée Bollée) починає виробництво парових машин.
1887 рік — Леон Еммануель Серполлє (фр. Léon Serpollet) розпочинає будівництво парових машин.
1887 рік — Panhard et Levassor створений як Автомобільний концерн завдяки Рене Панару (фр. René Panhard) і Емілю Льовассору (фр. Émile Levassor), з першим автомобілем, виробленим у 1891 році.
1890 рік — Арман Пежо (фр. Armand Peugeot) виробляє чотириколісний автомобіль оснащений бензиновим двигуном внутрішнього згоряння Daimler.
1894 рік — Альберт де Діон (фр. Albert de Dion) і Жорж Бутон (фр. Georges Bouton) виробляють одноциліндровий бензиновий двигун і в 1898 році випустив чотирьохколісний транспортний засіб. Вони раніше будували парові автомобілі, починаючи з 1883 року.
1894 рік — Delahaye була заснована Емілем Делайе (фр. Emile Delahaye). Компанія куплена Hotchkiss et Cie в 1954 році і припиняє виробництво автомобілів.
1896 рік — Арман Пежо починає будувати і пристосовувати свої власні двигуни для своїх автомобілів.
1896 рік — Леон Боллє (фр. Léon Bollée) будує автомобілі з бензиновим двигуном.
1898 рік — брати Луї, Марсель і Фернан Рено (фр. Louis, Marcel, Fernand Renault) продають свій перший автомобіль.

### З 1900 по 1940 рік
1903 рік — Франція залишається провідним у світі автовиробником, виробляючи 30 124 автомобілів (близько 49 % від світового обсягу) проти 11 235 автомобілів, вироблених у США.
1919 рік — Citroën заснована Андре Сітроеном (фр. André Citroën).
1929 рік — французький річний обсяг виробництва досяг 253 000 легкових автомобілів, рівень, який не буде побитий до закінчення Другої світової війни.
1934 рік — Citroën виводить Traction Avant, який має передній привід і суцільну конструкцію.

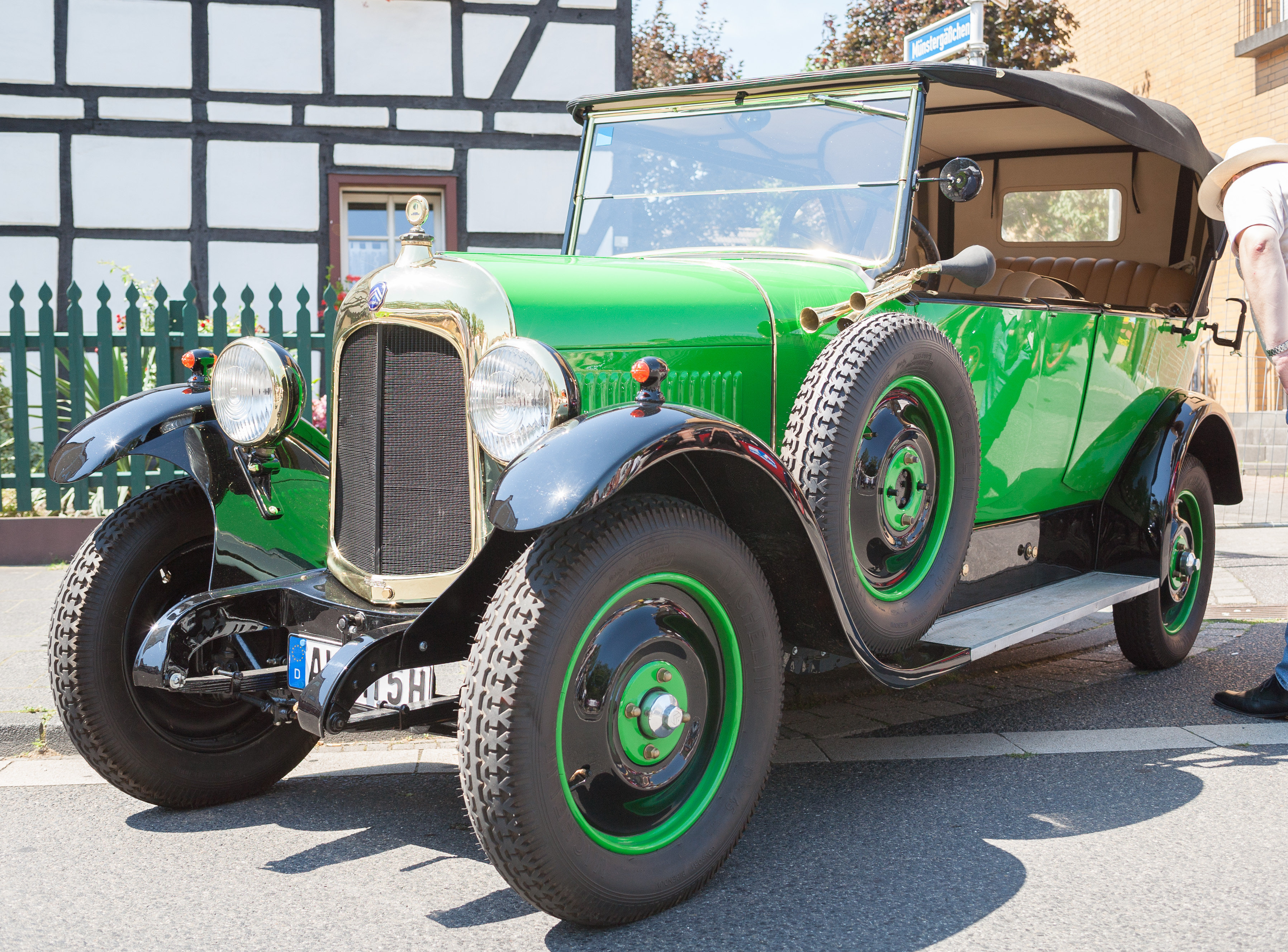
Citroën Type A (1919—1921)
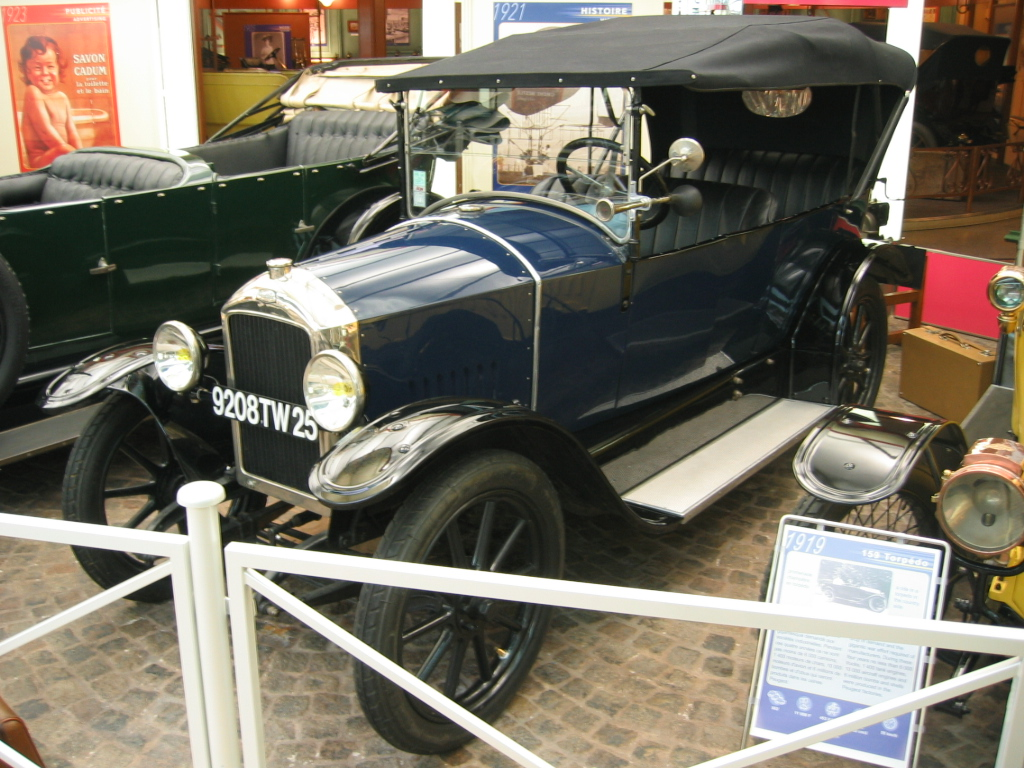
Peugeot Type 163 (1919—1924)
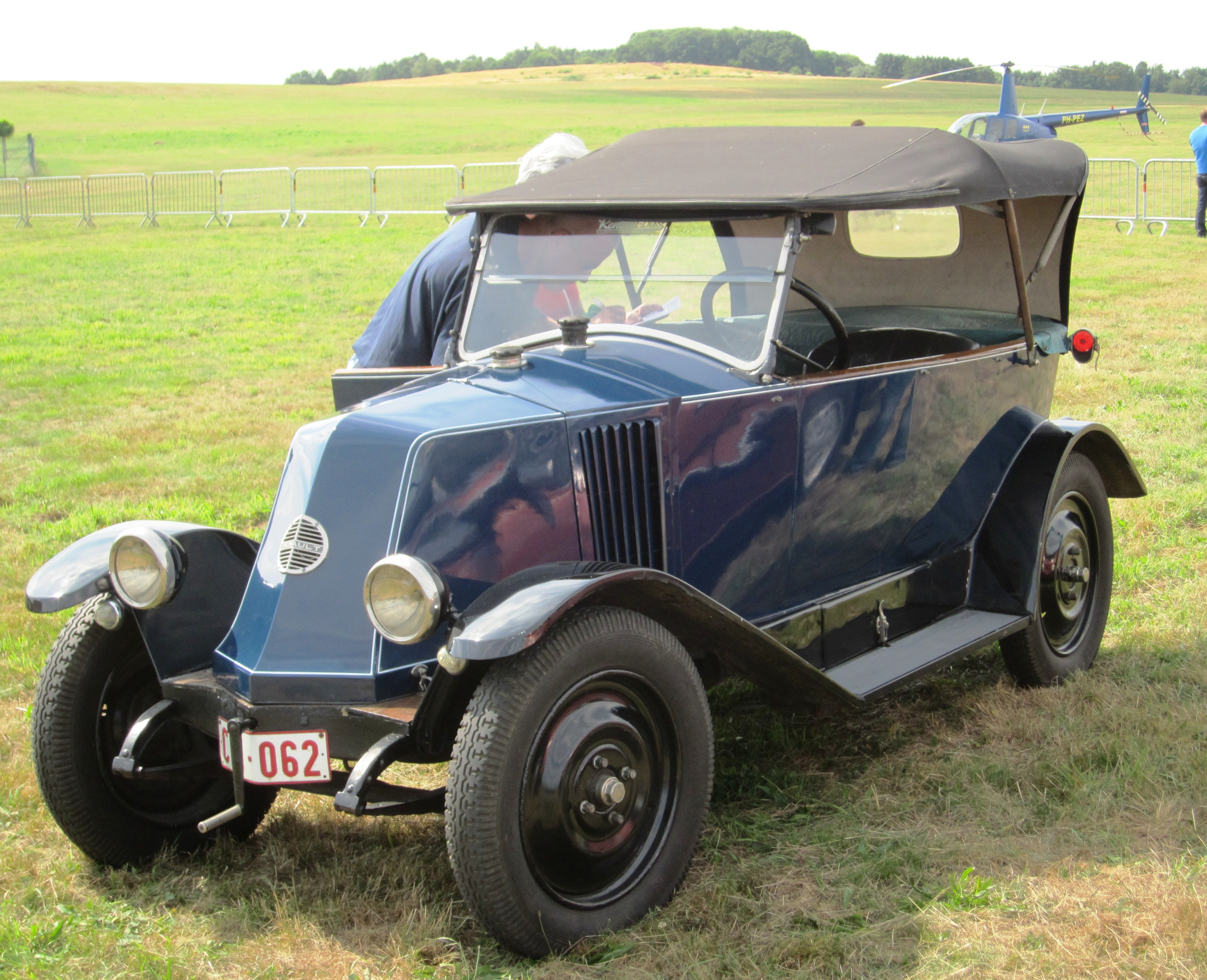
Renault KJ (1923—1924)
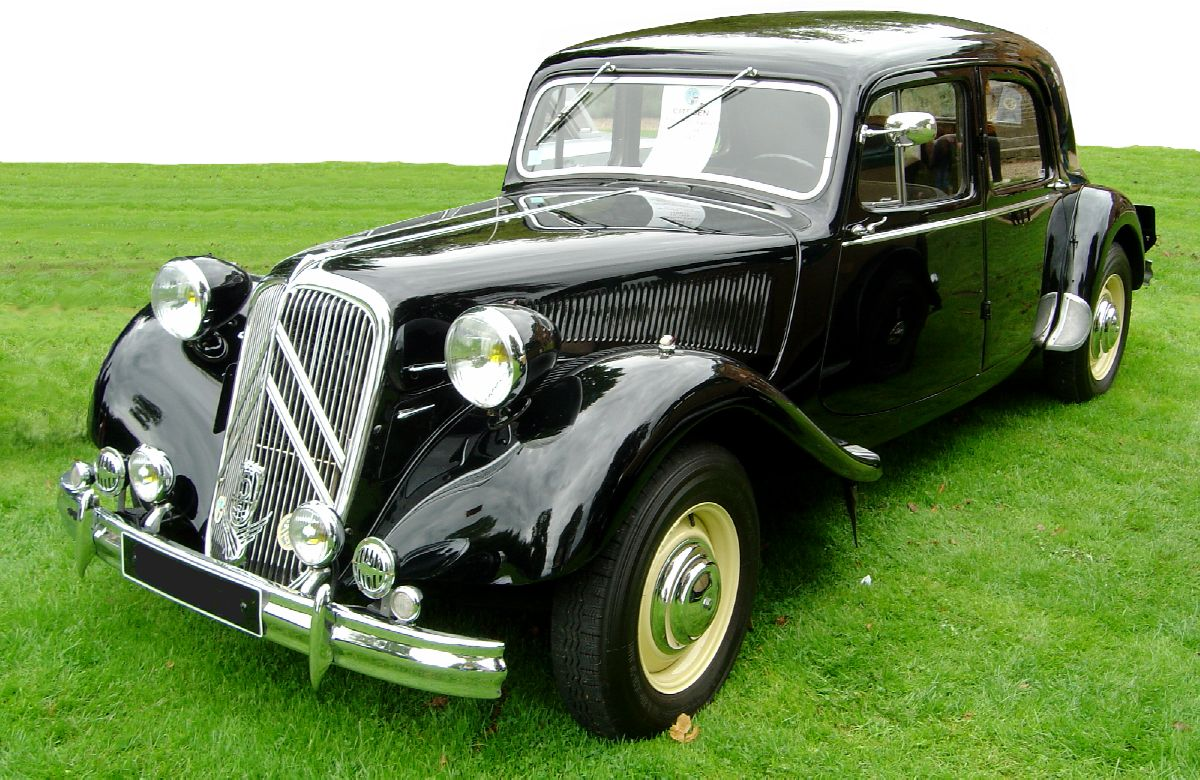
Citroën Traction Avant (1934—1957)
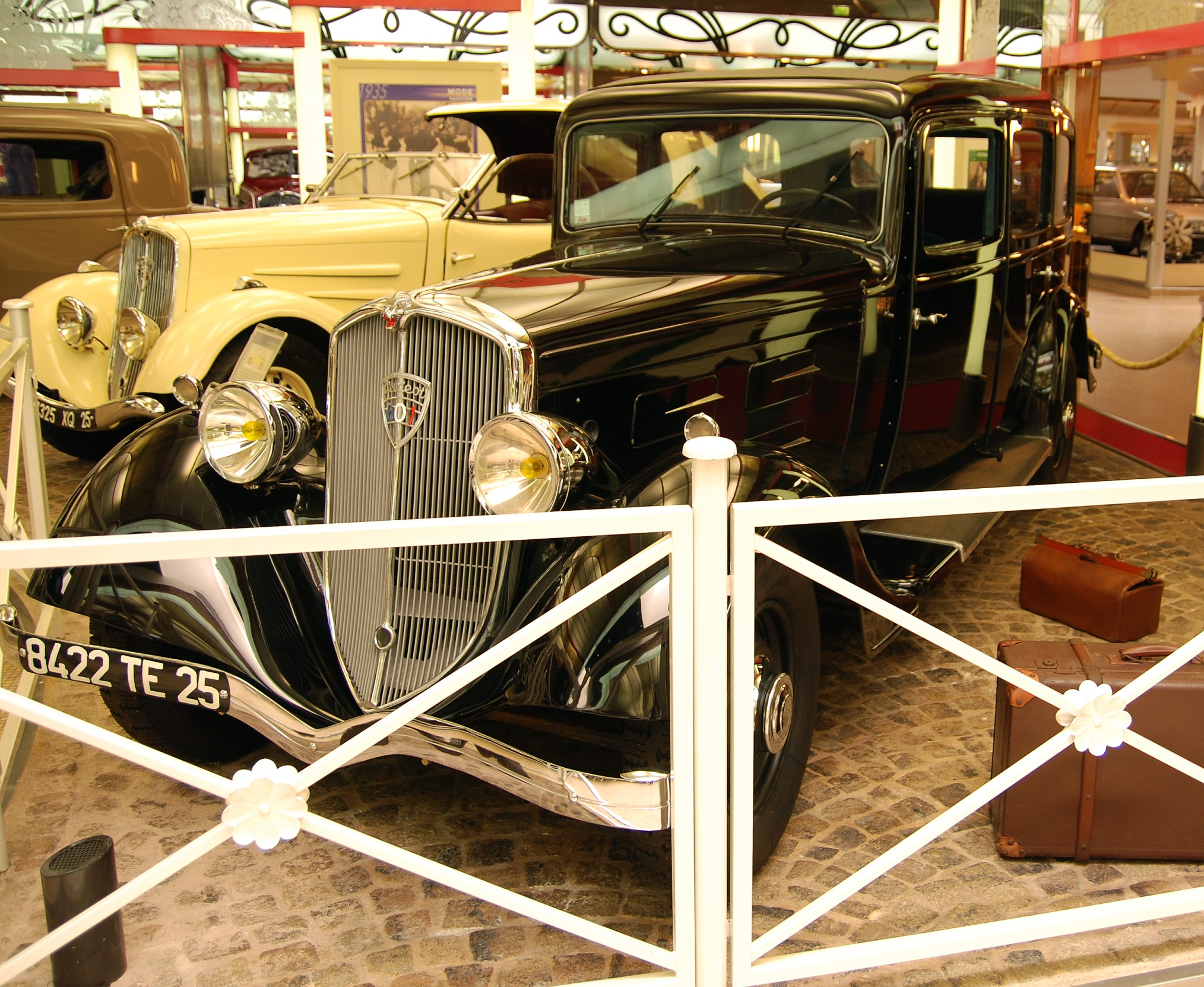
Peugeot 601 (1934—1935)
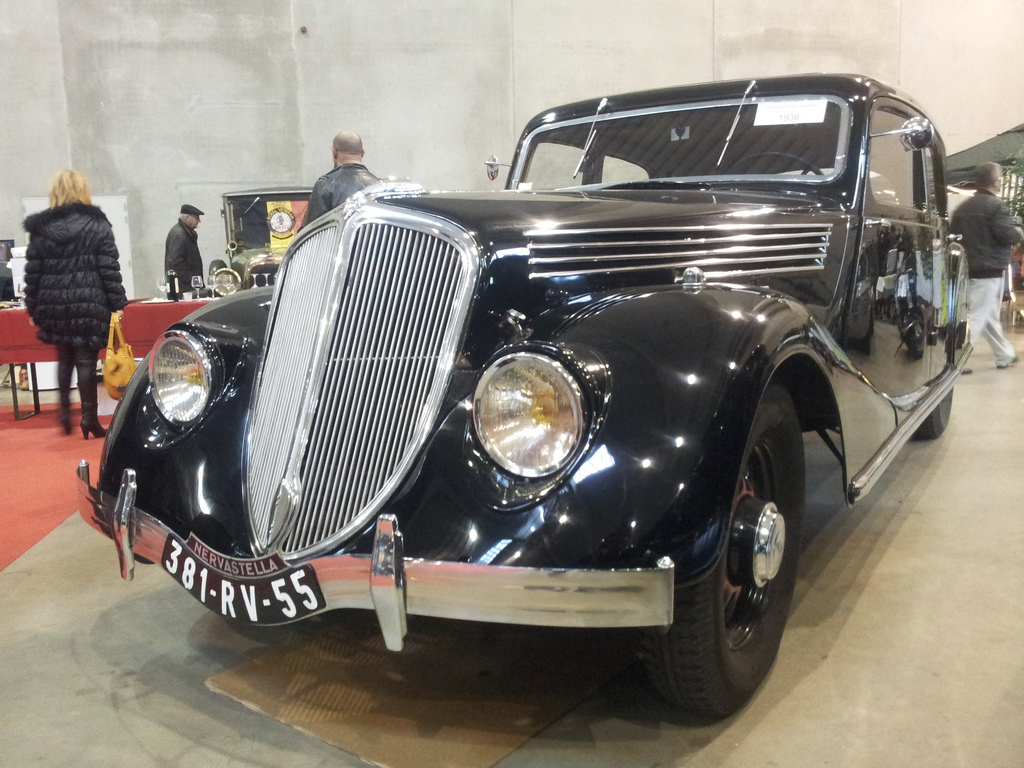
Renault Nervastella (1930—1937)

### З 1941 по 1960 рік
1946 рік — Renault представляє модель Renault 4CV.
1948 рік — Peugeot представляє модель Peugeot 203.
1948 рік — Citroën вводить модель Citroën 2CV, невеликий передньопривідний седан, який продається на ринку як «народний автомобіль» у тому ж ключі, що і в Німеччині Volkswagen Beetle.
1955 рік — Citroën вводить модель Citroën DS, оснащений дисковими гальмами і підвіскою, яка автоматично вирівнюється.

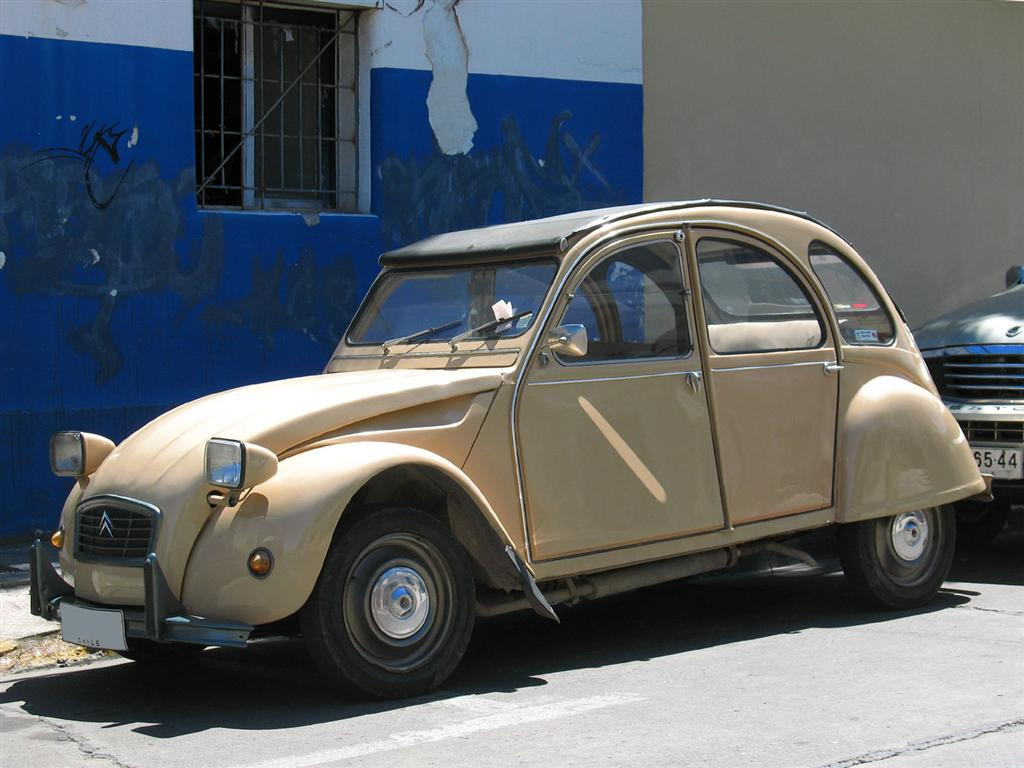
Citroën 2CV (1948—1990)
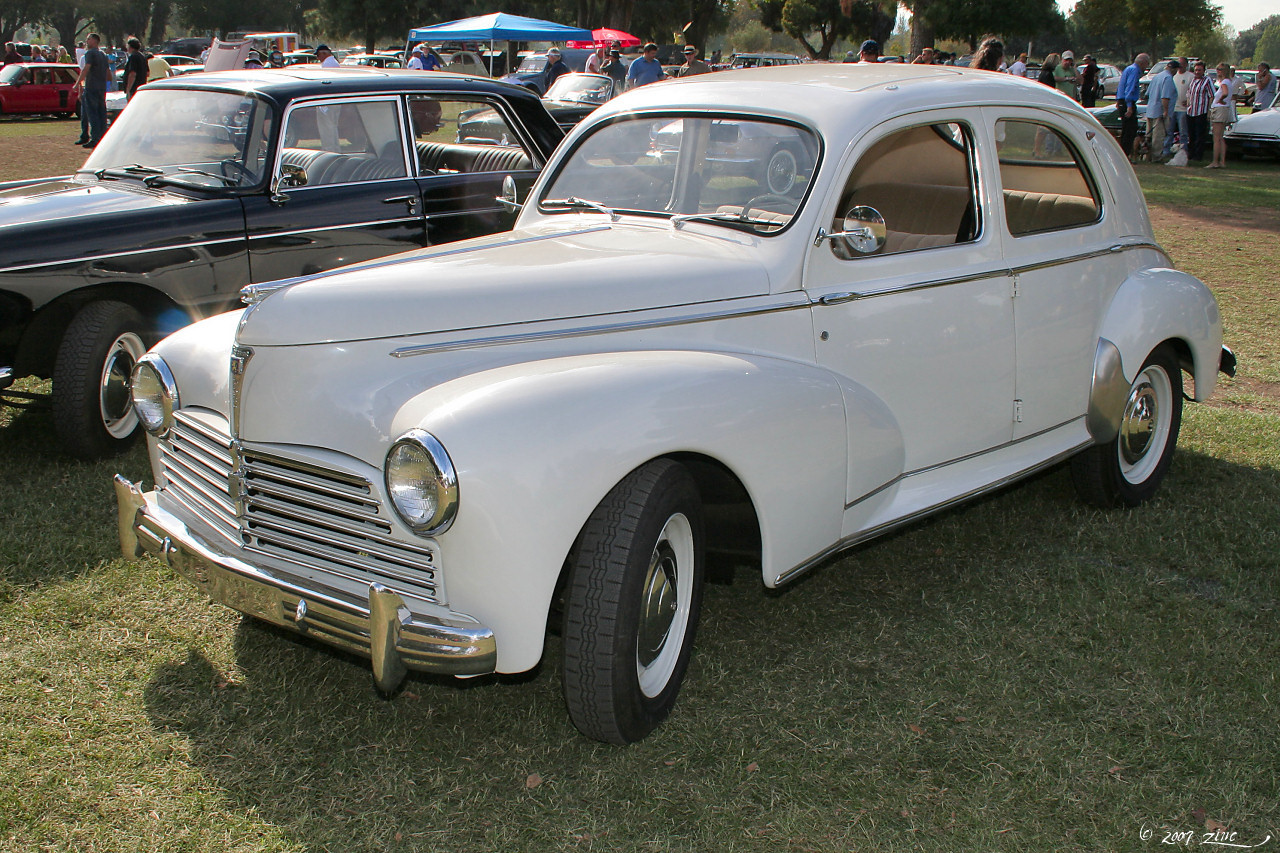
Peugeot 203 (1948—1960)
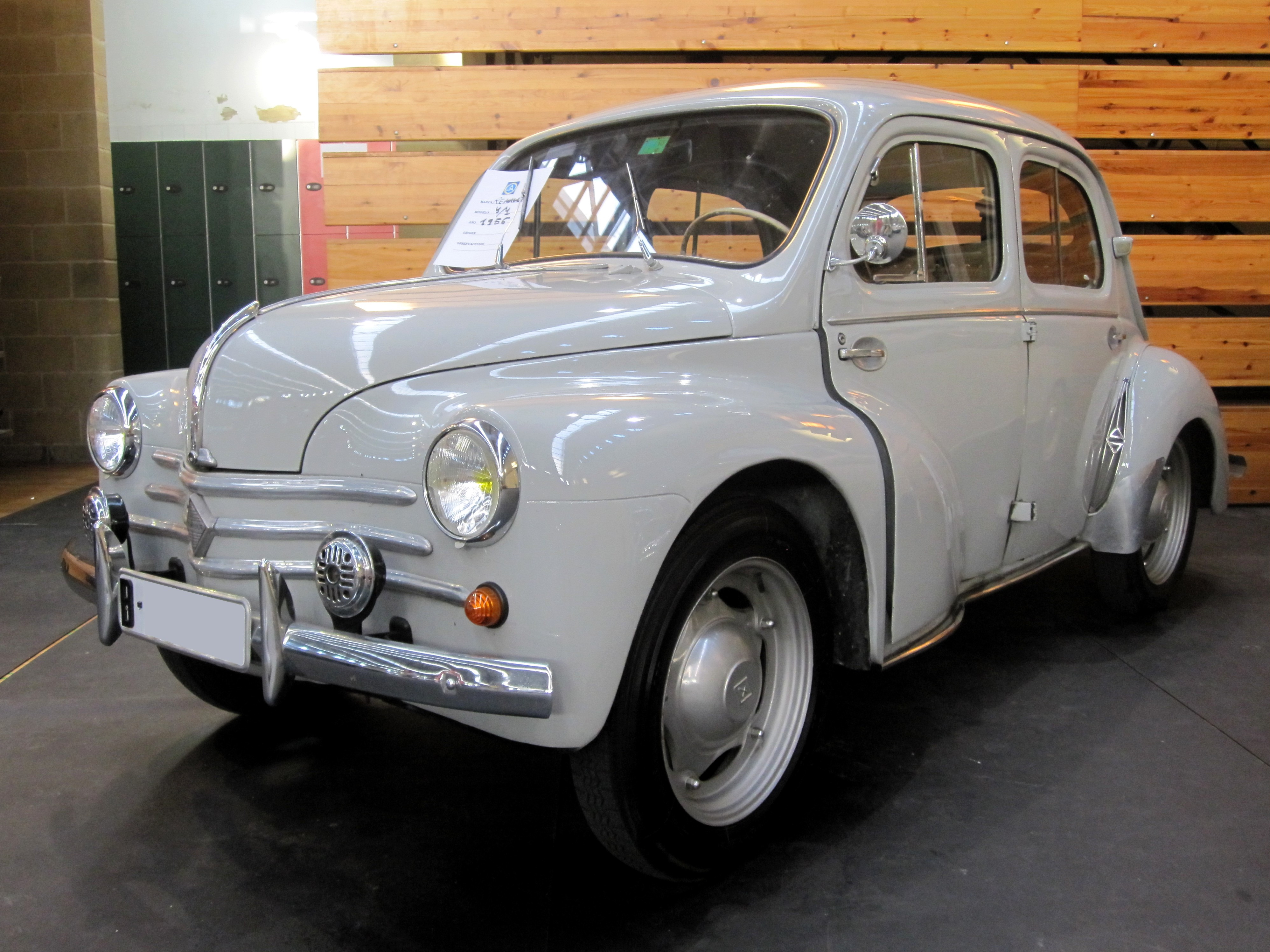
Renault 4CV (1947—1961)
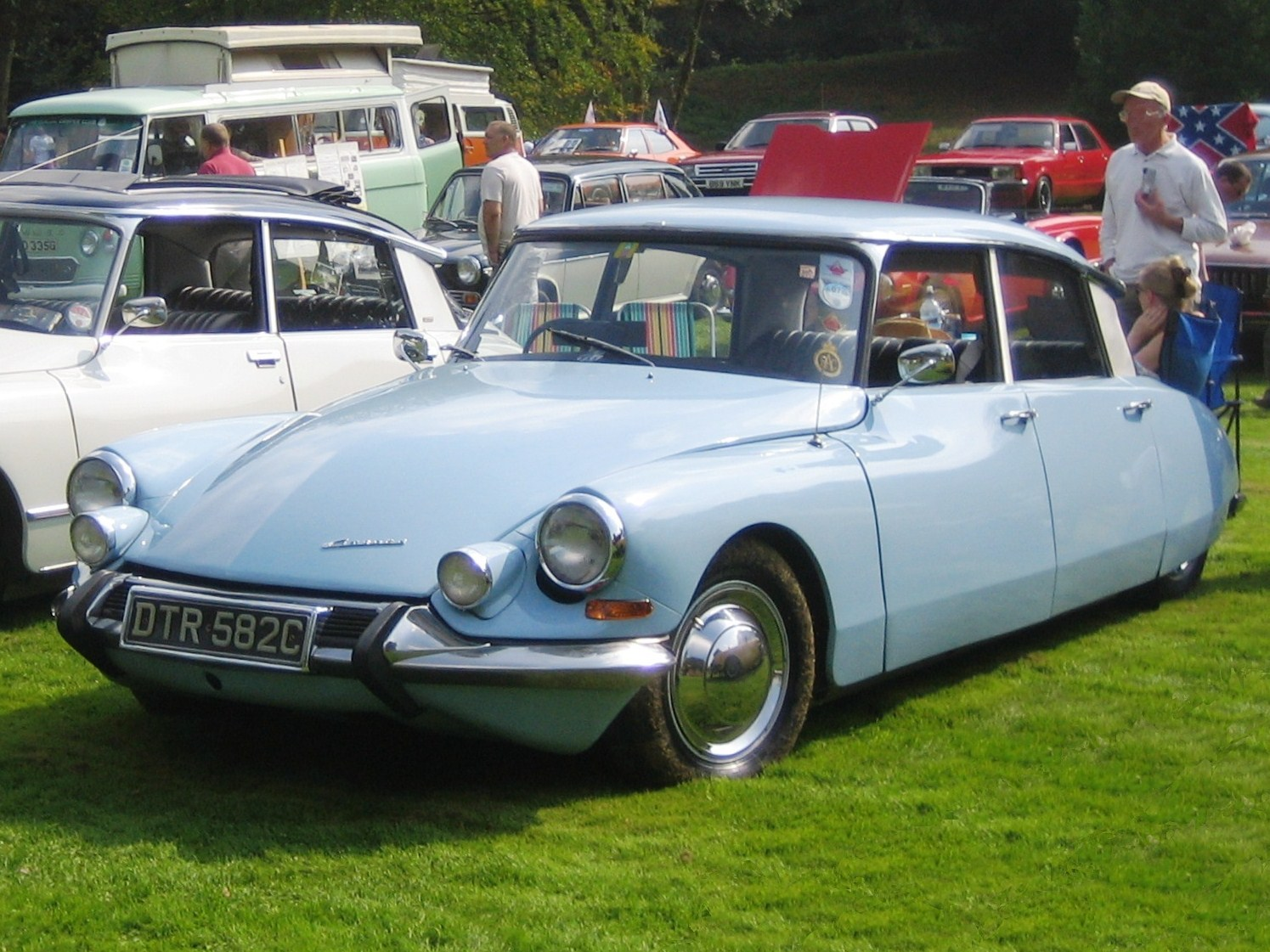
Citroën DS (1955—1975)
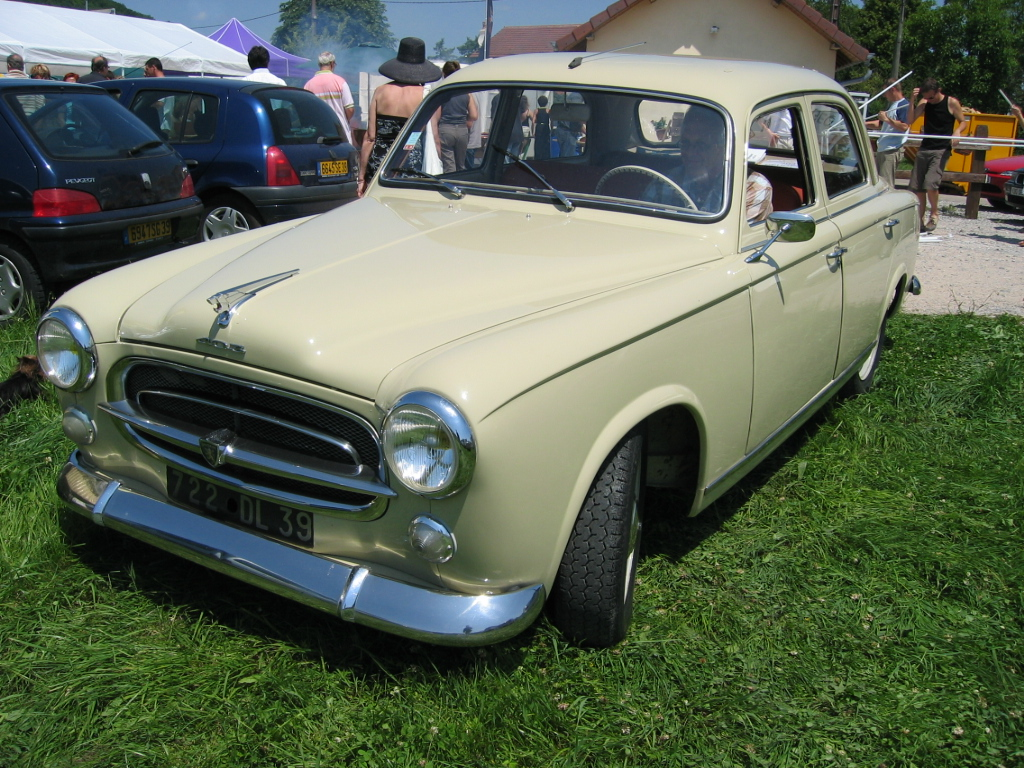
Peugeot 403 (1955—1966)
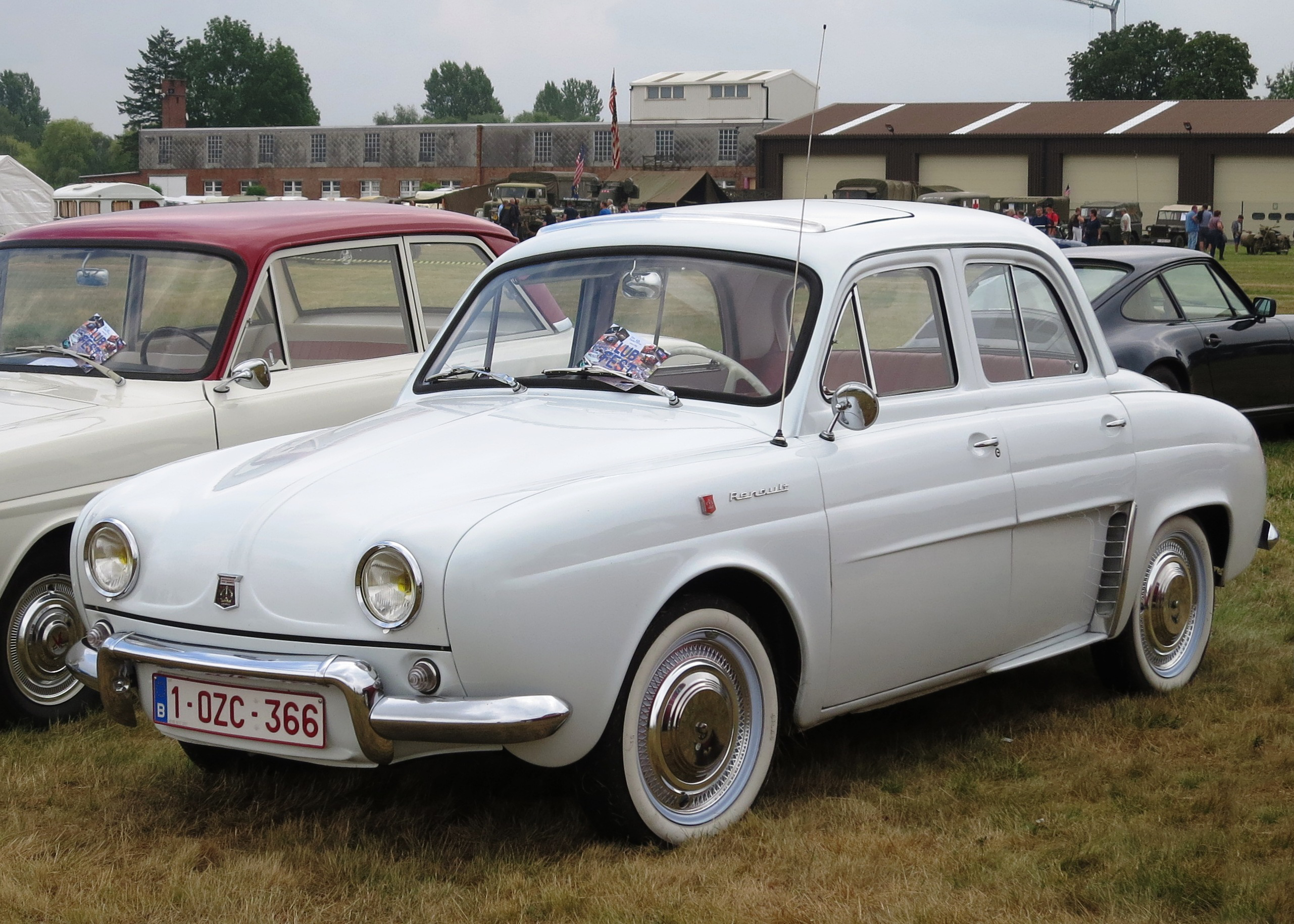
Renault Dauphine (1956—1967)

### З 1961 по 1980 рік
1968 рік — Peugeot запускає модель Peugeot 504, великий задньопривідний сімейний седан, який у 1969 році обрано як Європейський автомобіль року.
1969 рік — Renault 12, середньорозмірний седан запущений у серію.
1970 рік — Citroën вводить Citroën GS, який у 1971 році обрано як Європейський автомобіль року.
1972 рік — запуск Renault 5, першого невеликого хетчбека Франції. Він має кузов із трьома дверима і привід на передні колеса.

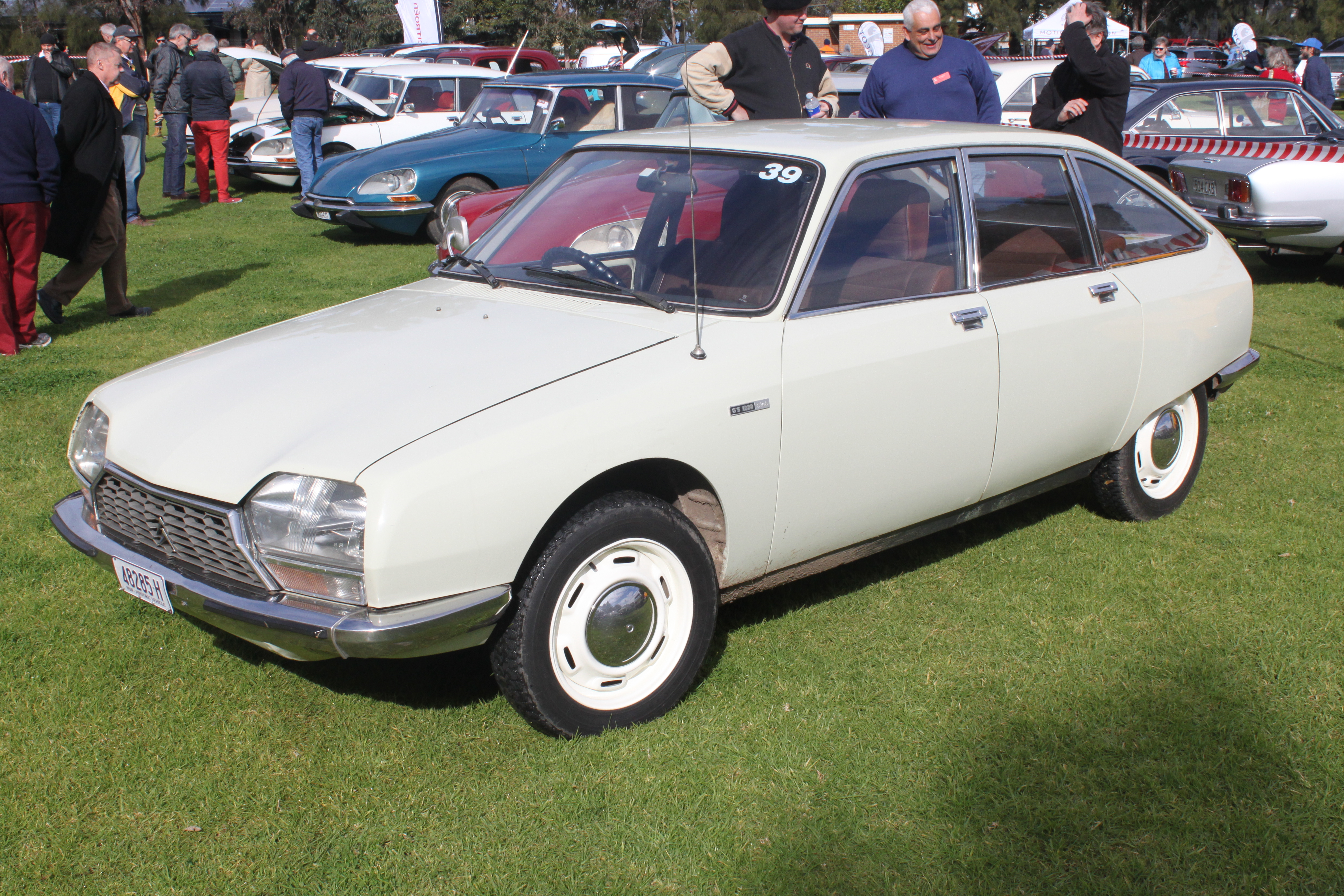
Citroën GS (1970—1986)
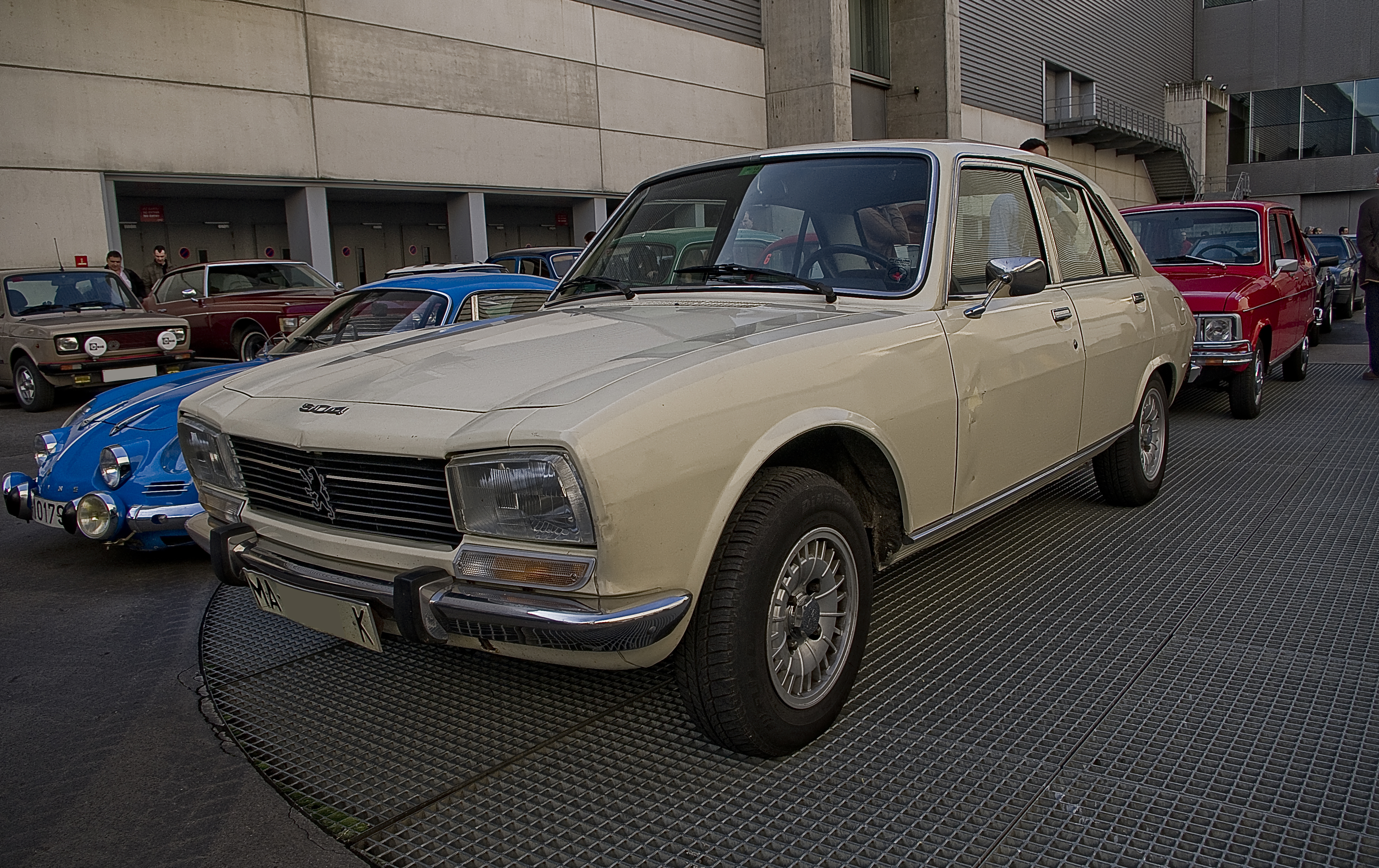
Peugeot 504 (1968—2006)
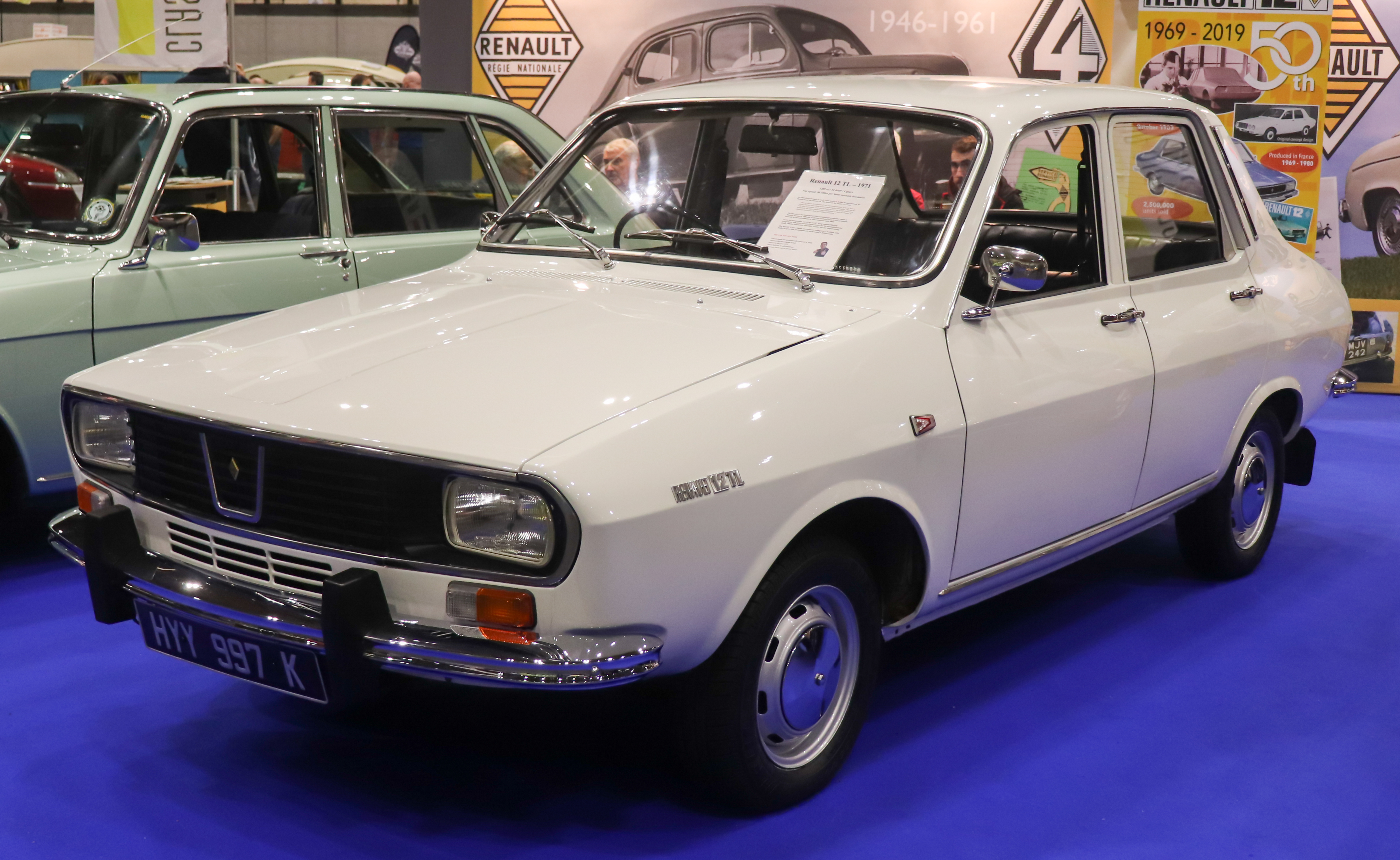
Renault 12 (1969—2000)
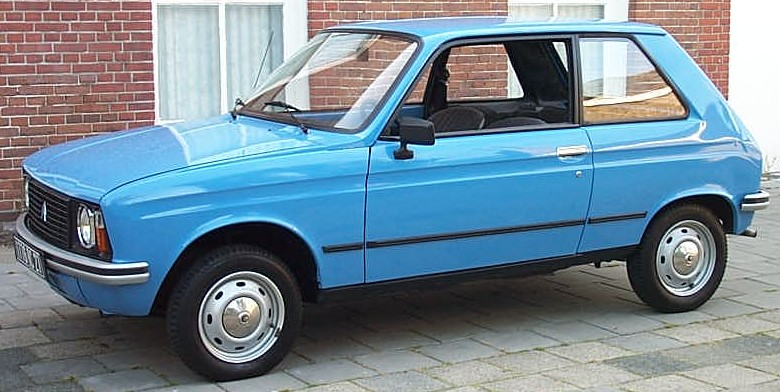
Citroën LNA (1976—1986)
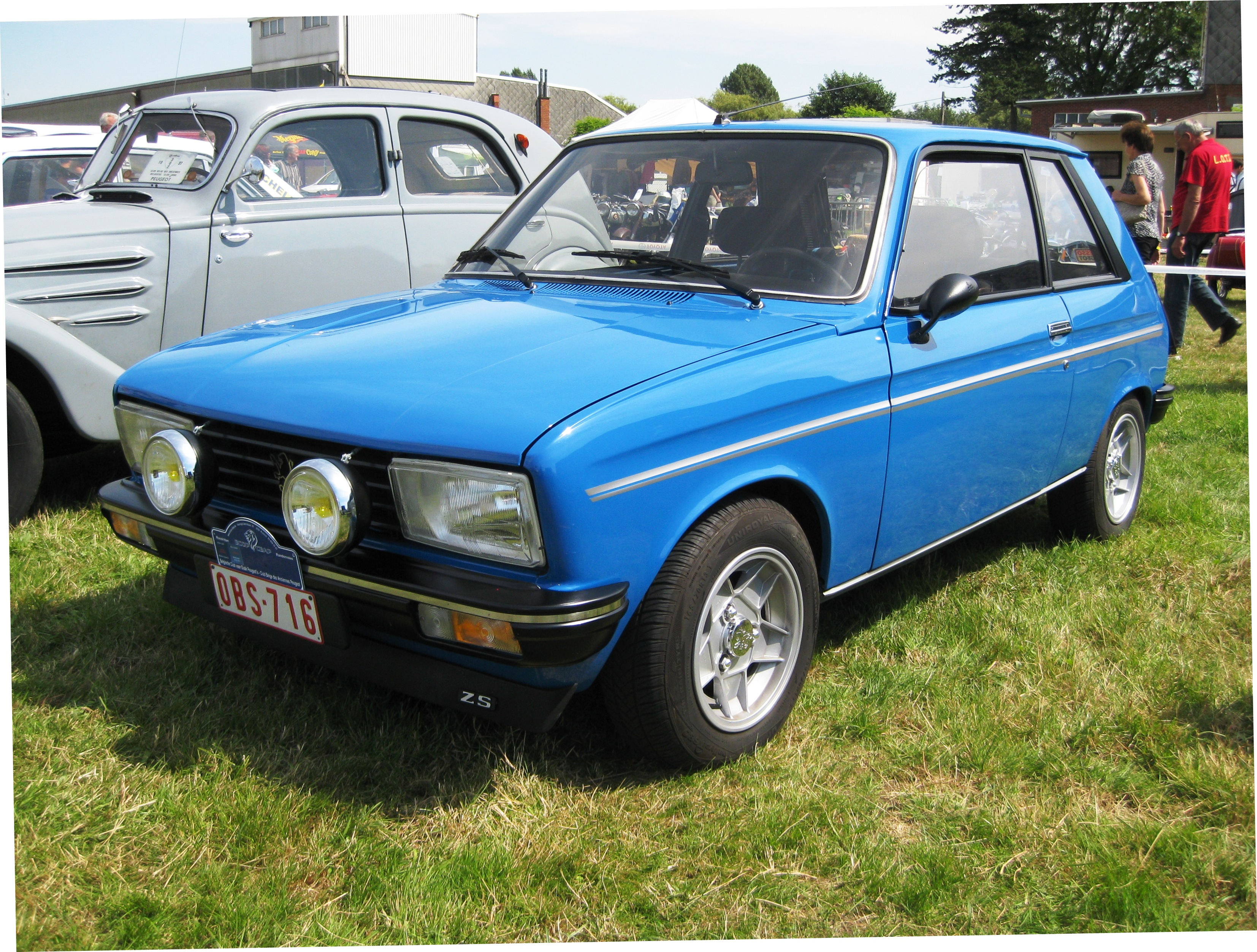
Peugeot 104 (1972—1988)
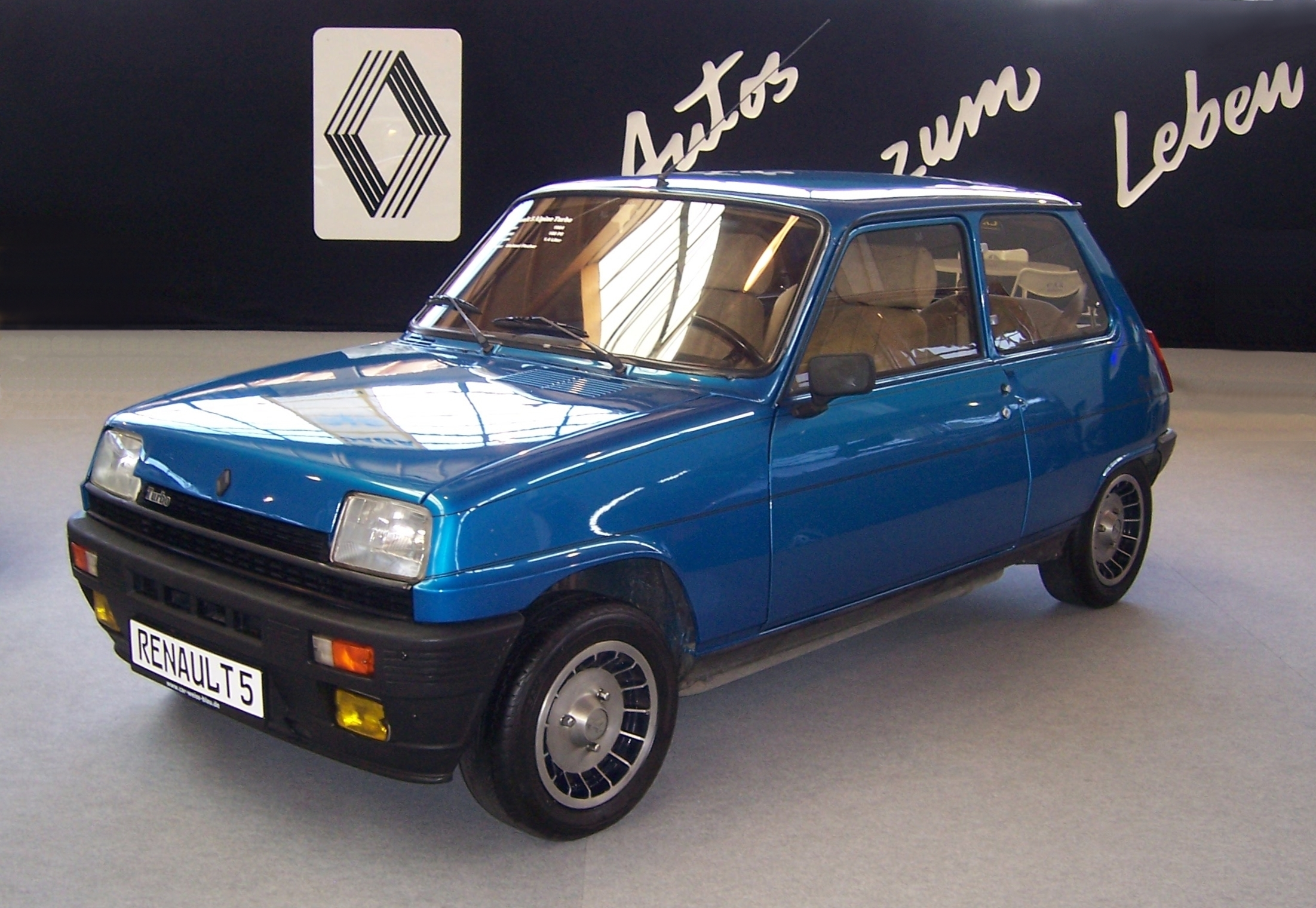
Renault 5 I (1972—1985)

### З 1981 по 2000 рік
1981 рік — запуск Renault 11, невеликого сімейного автомобіля.
1982 рік — Citroën запускає Citroën BX, який у кінцевому рахунку замінить меншу GSA.
1985 рік — Peugeot 309 йде у виробництво.
1993 рік — Citroen запускає Xantia, заміна хетчбека BX.
1993 рік — Renault припиняє випуск R21 в кінці року після майже восьми років у продажу і замінює його на Laguna.
1995 рік — Peugeot замінює давній і досить успішний 405 на 406, хоча спочатку він продавався тільки як седан.

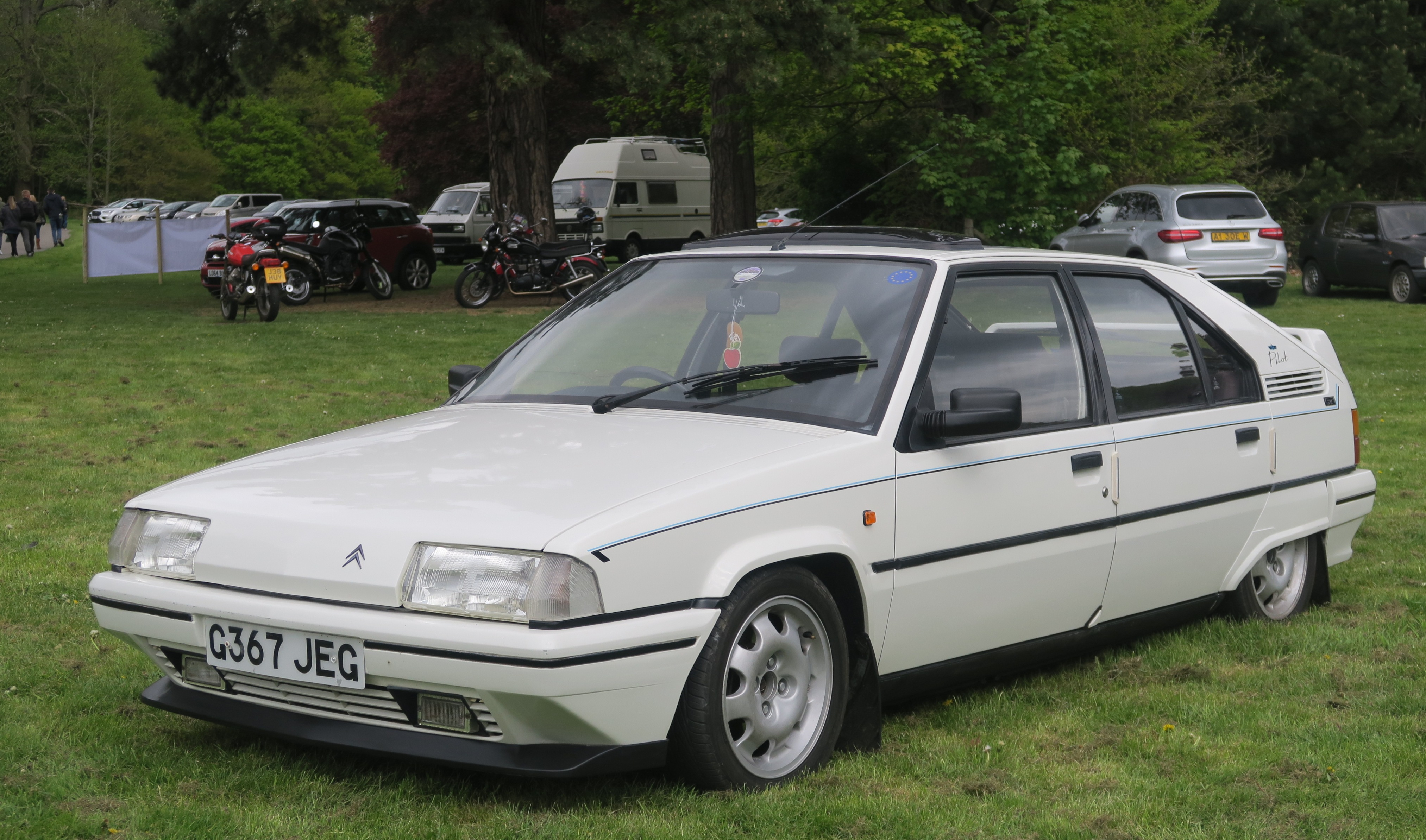
Citroën BX (1982—1994)
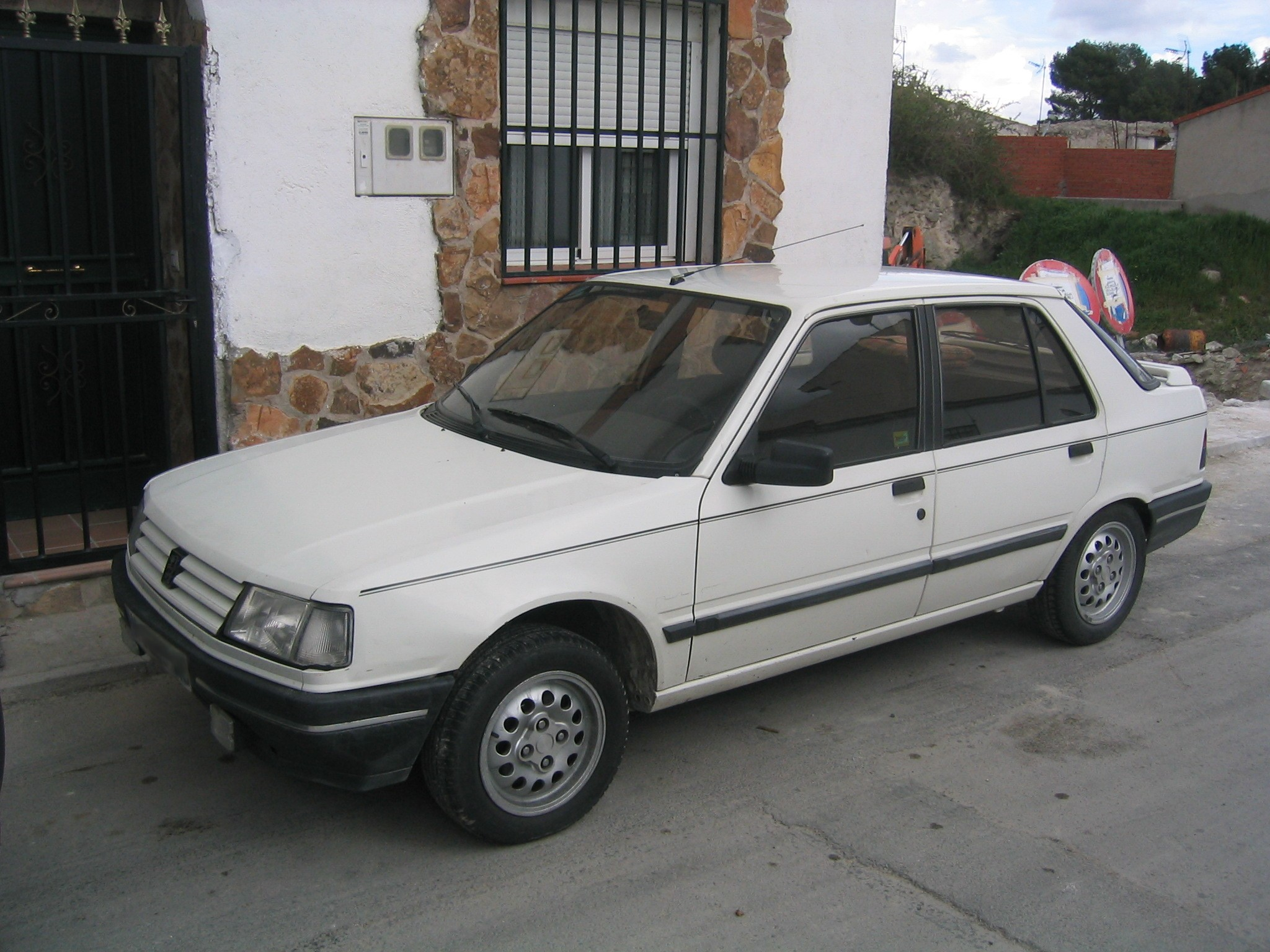
Peugeot 309 (1985—1993)
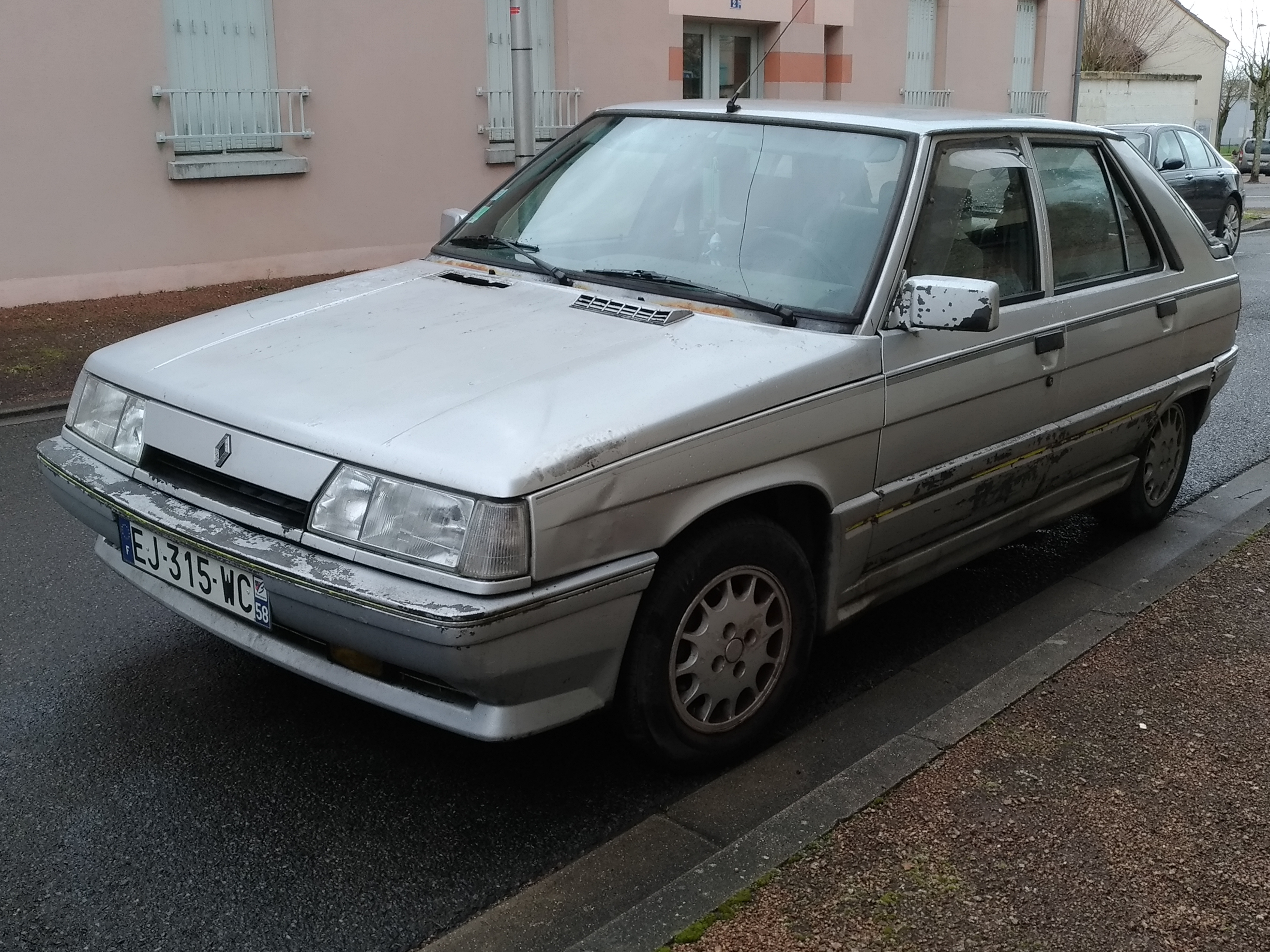
Renault 11 (1981—1989)
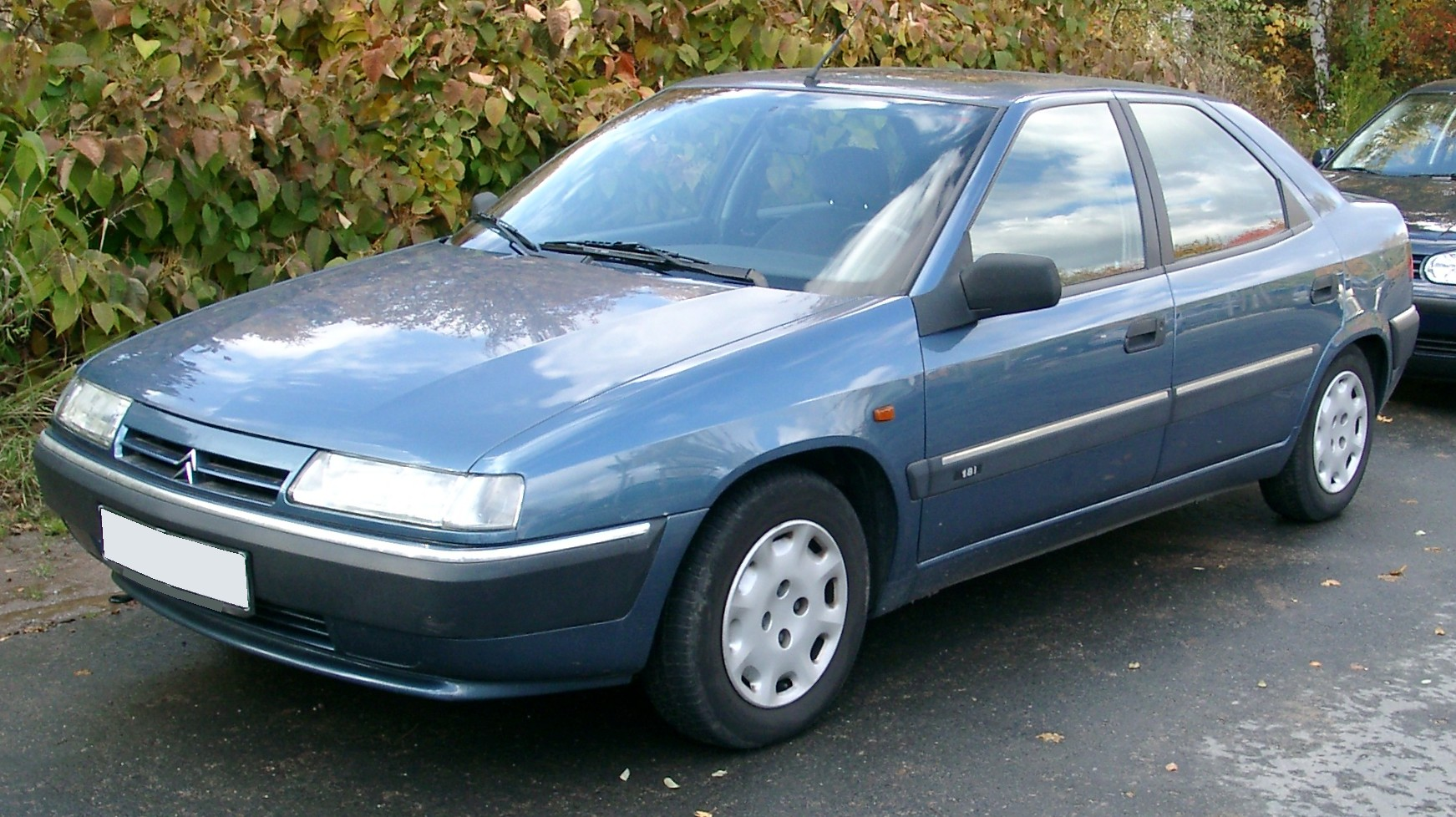
Citroën Xantia (1993—2002)
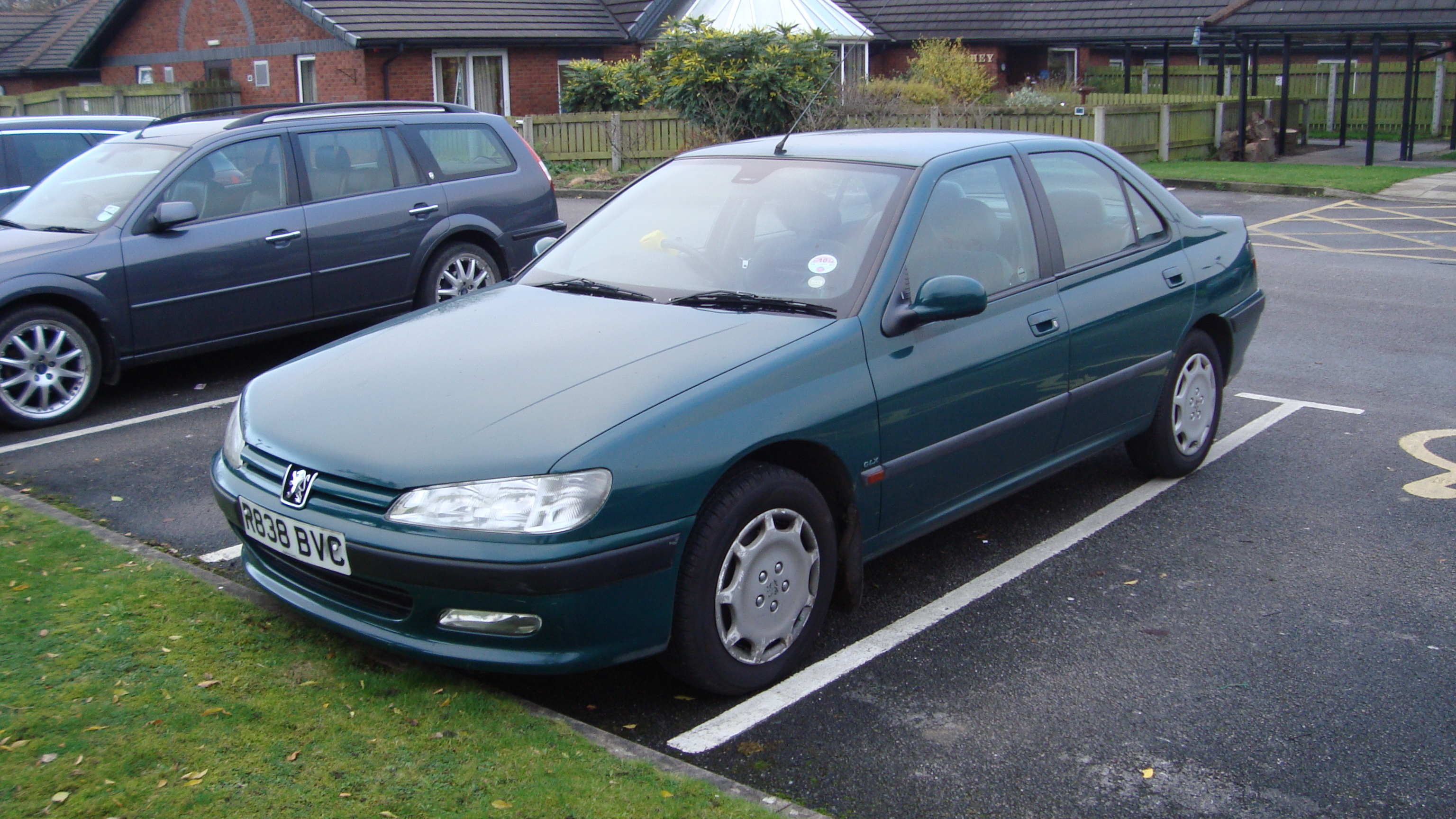
Peugeot 406 (1995—2004)
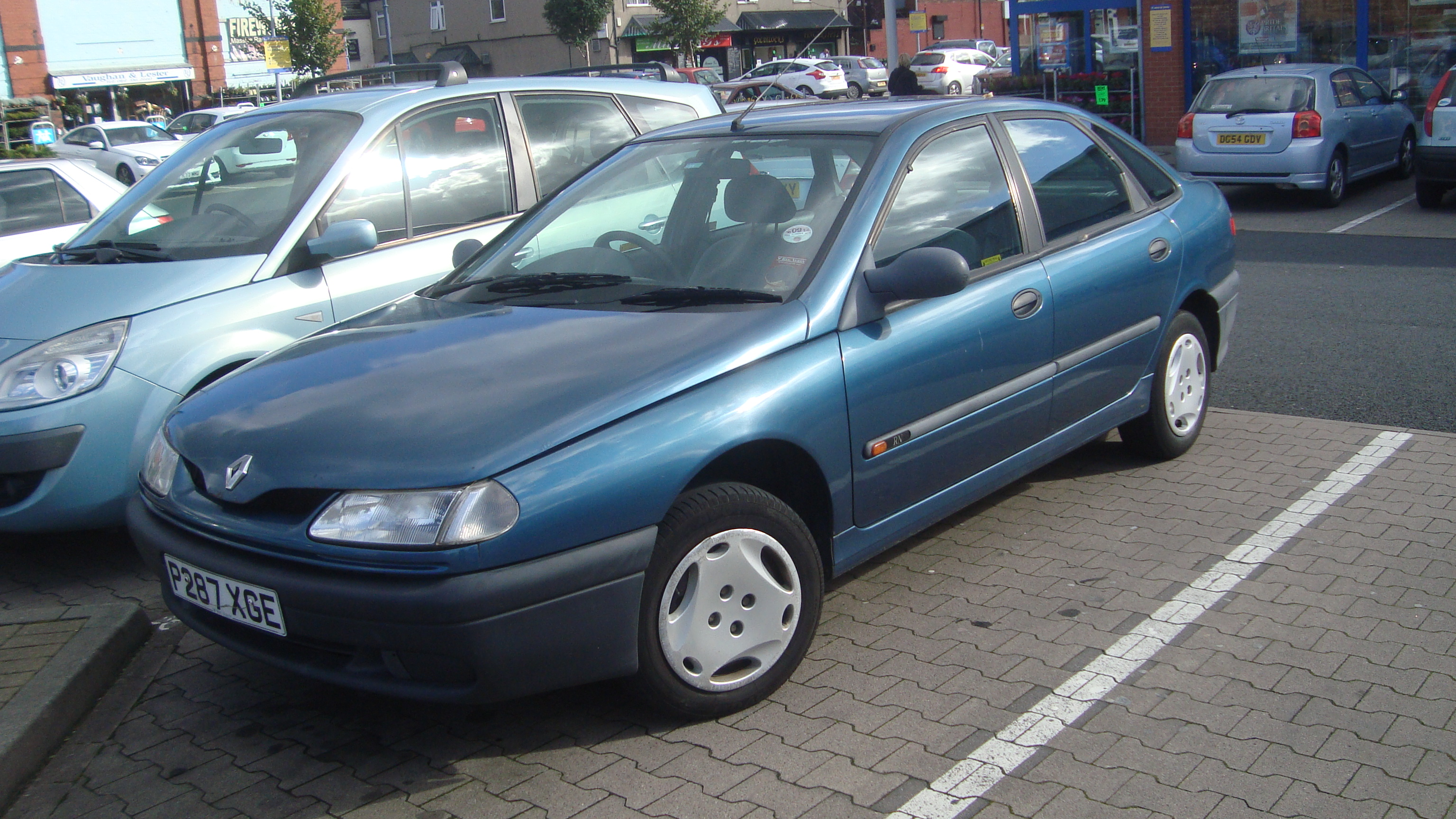
Renault Laguna I (1994—2001)

### З 2001 по наш час
2006 рік — запуск Peugeot 207, який у кінцевому рахунку замінить 206.
2005 рік — Renault Clio III запущений у виробництво і обраний як Європейський автомобіль року.
2009 рік — друге покоління Citroën C3 було виявлено в засобах масової інформації в червні 2009 року.

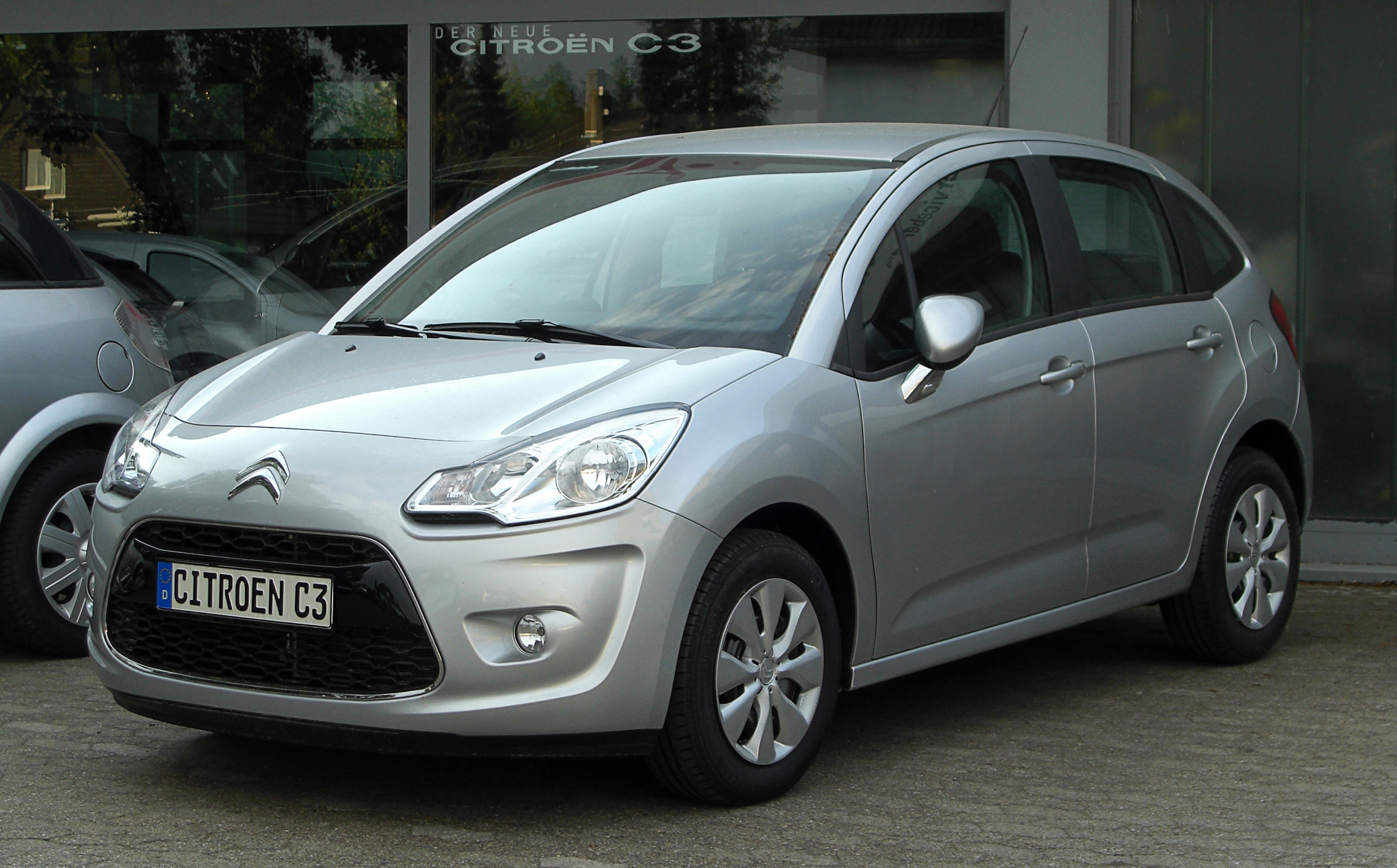
Citroën C3 II (2009—2016)
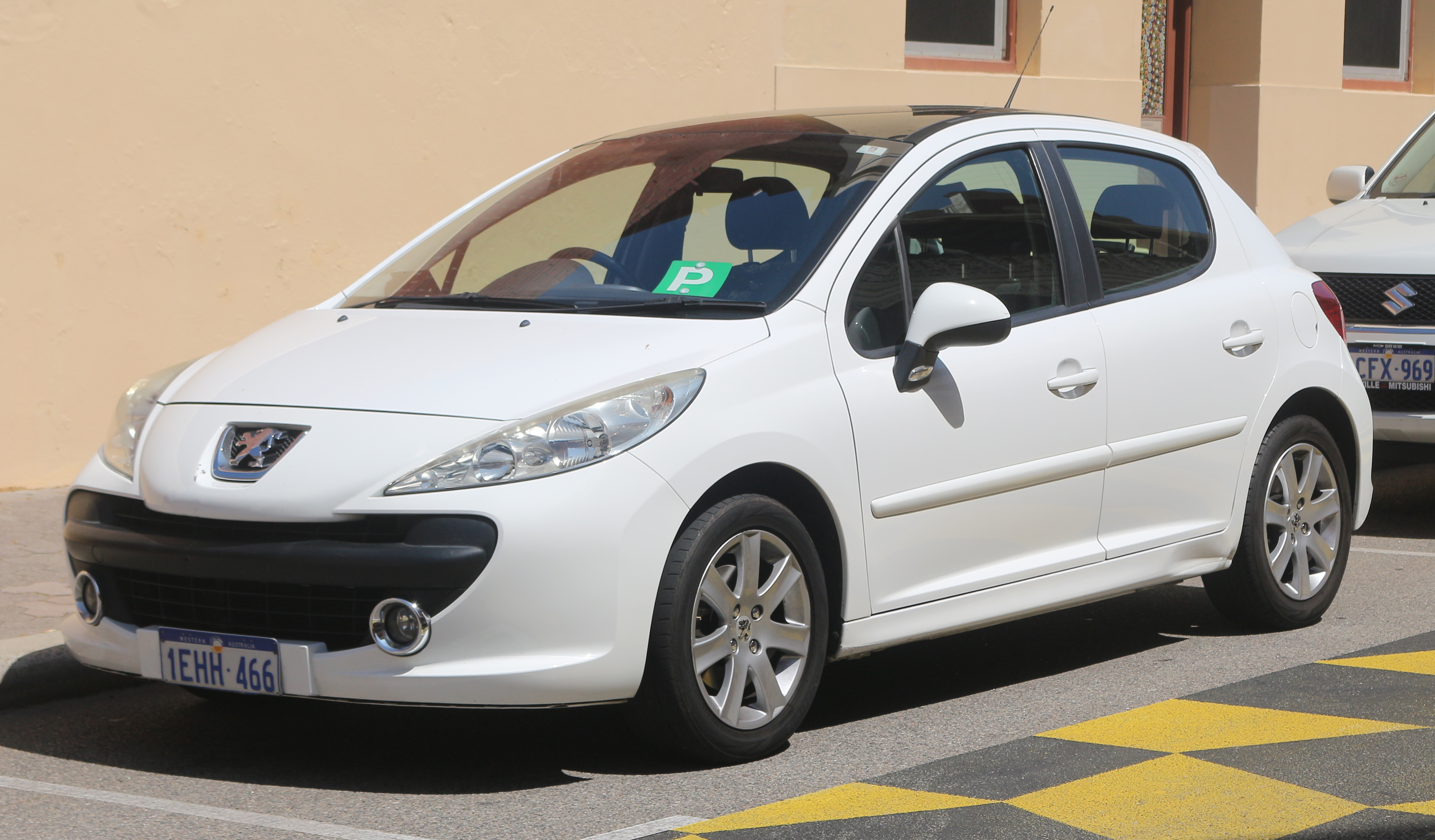
Peugeot 207 (2006—2012)
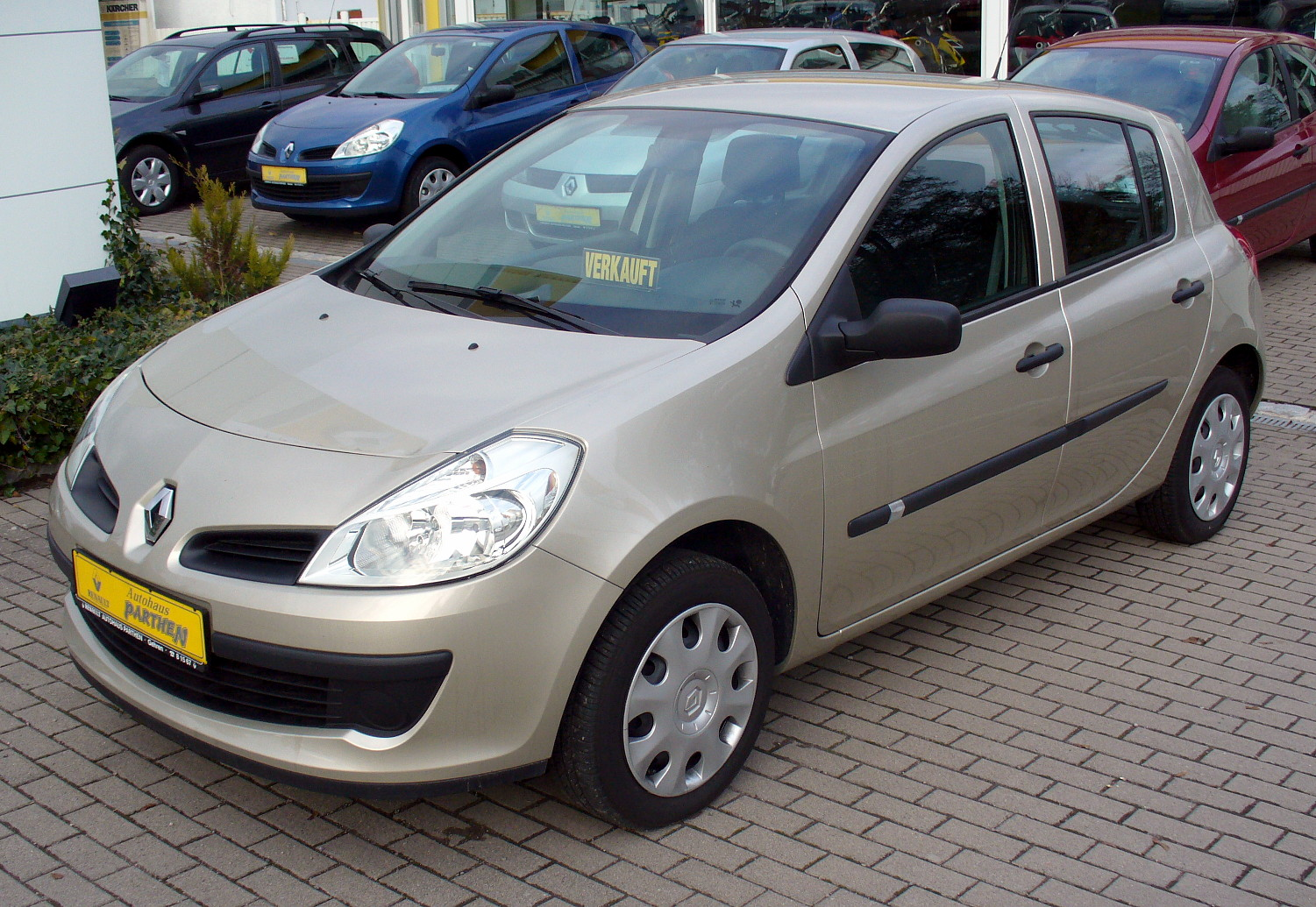
Renault Clio III (2005—2014)
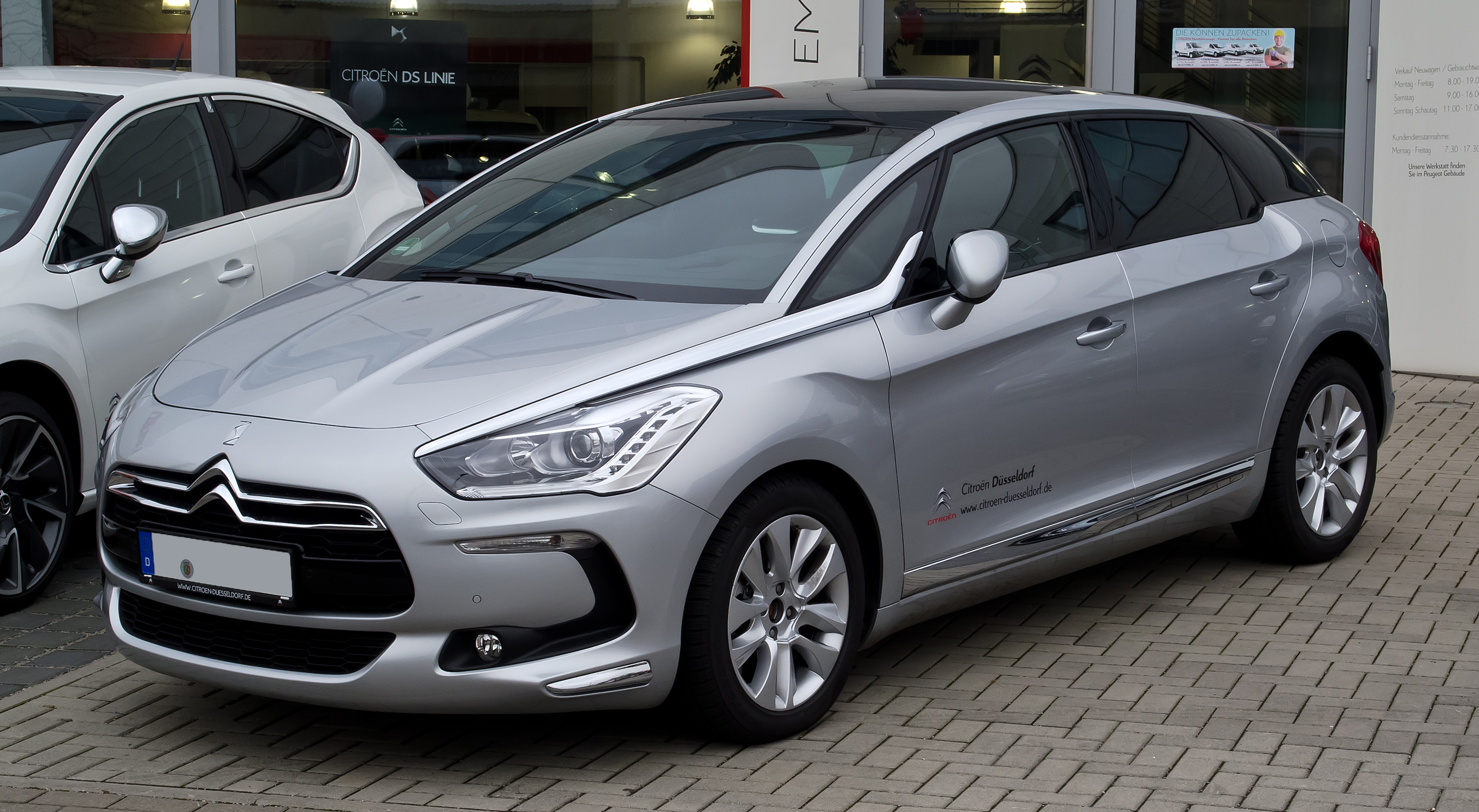
Citroën DS5 (2011—2018)
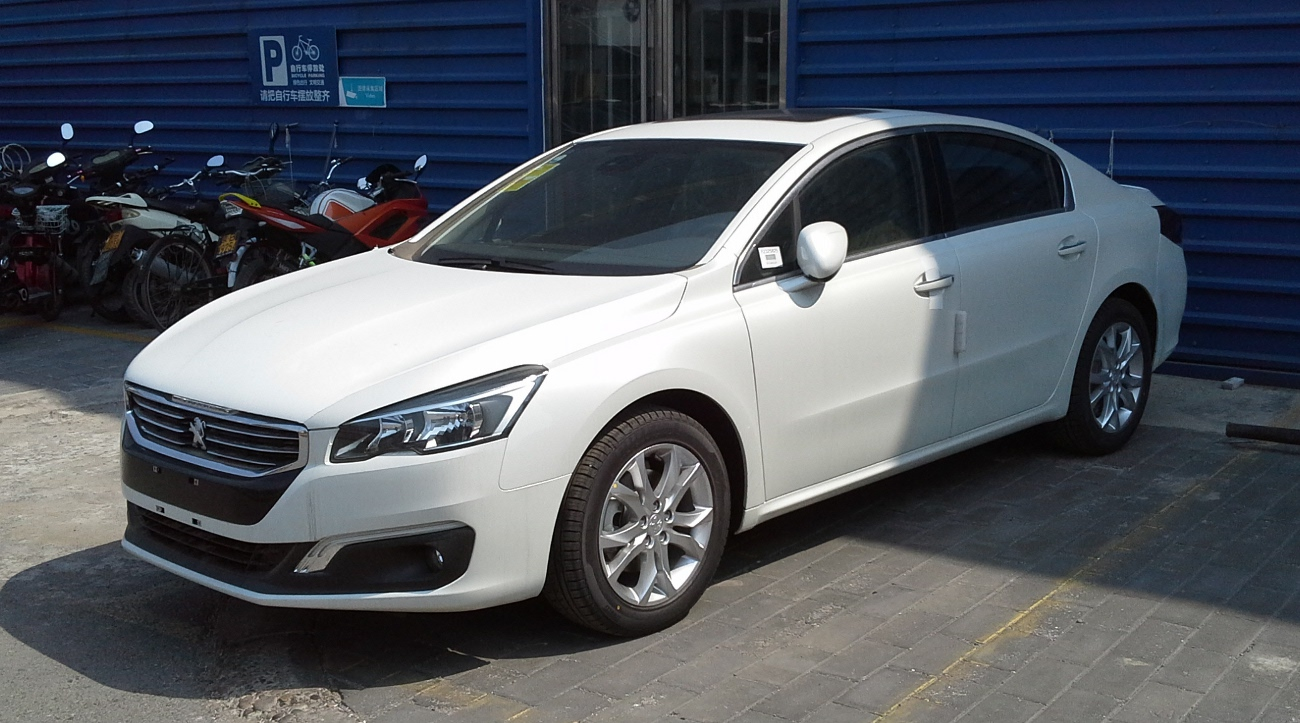
Peugeot 508 (2011—2018)
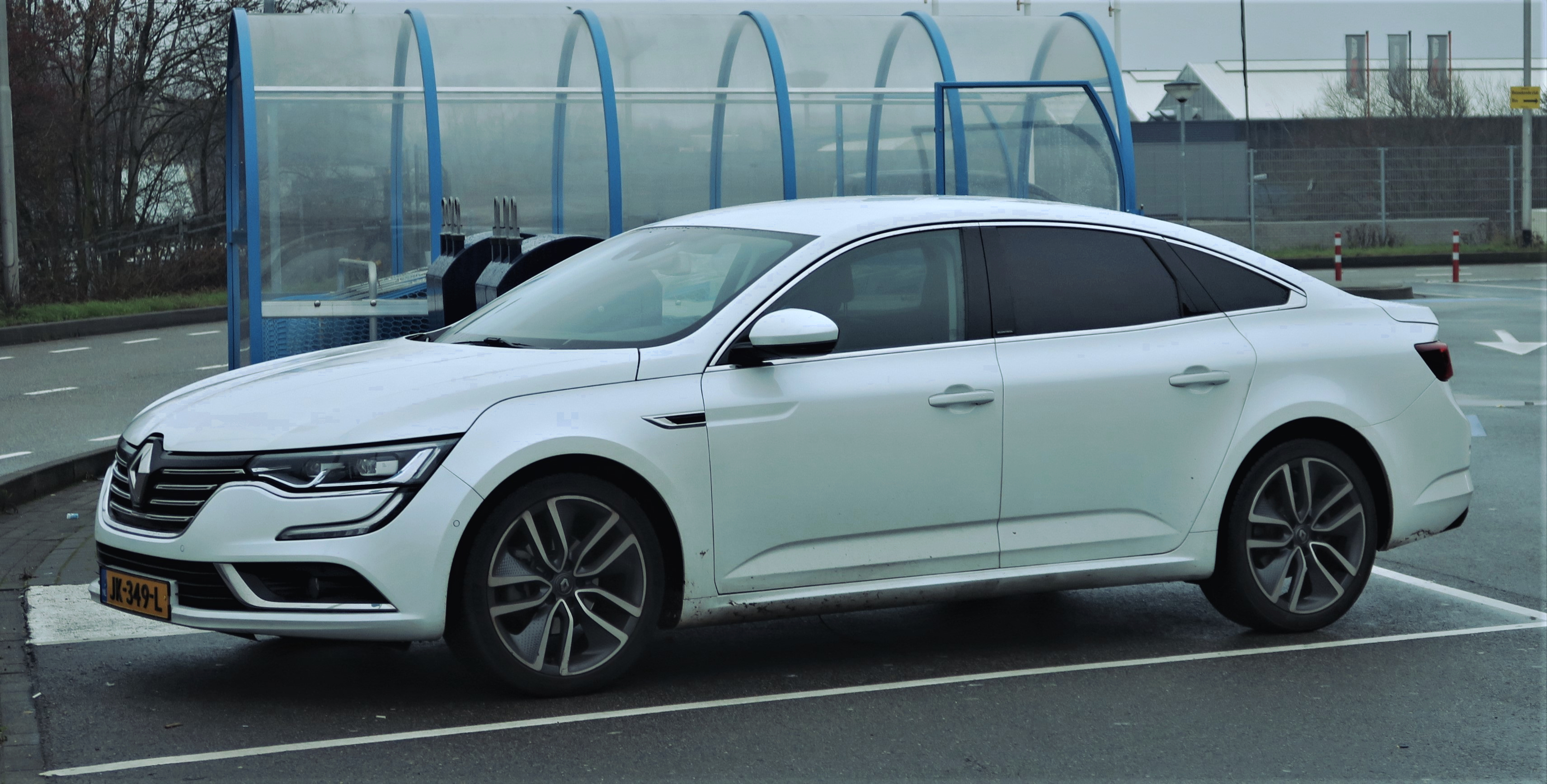
Renault Talisman (2015—2022)

## Виробники

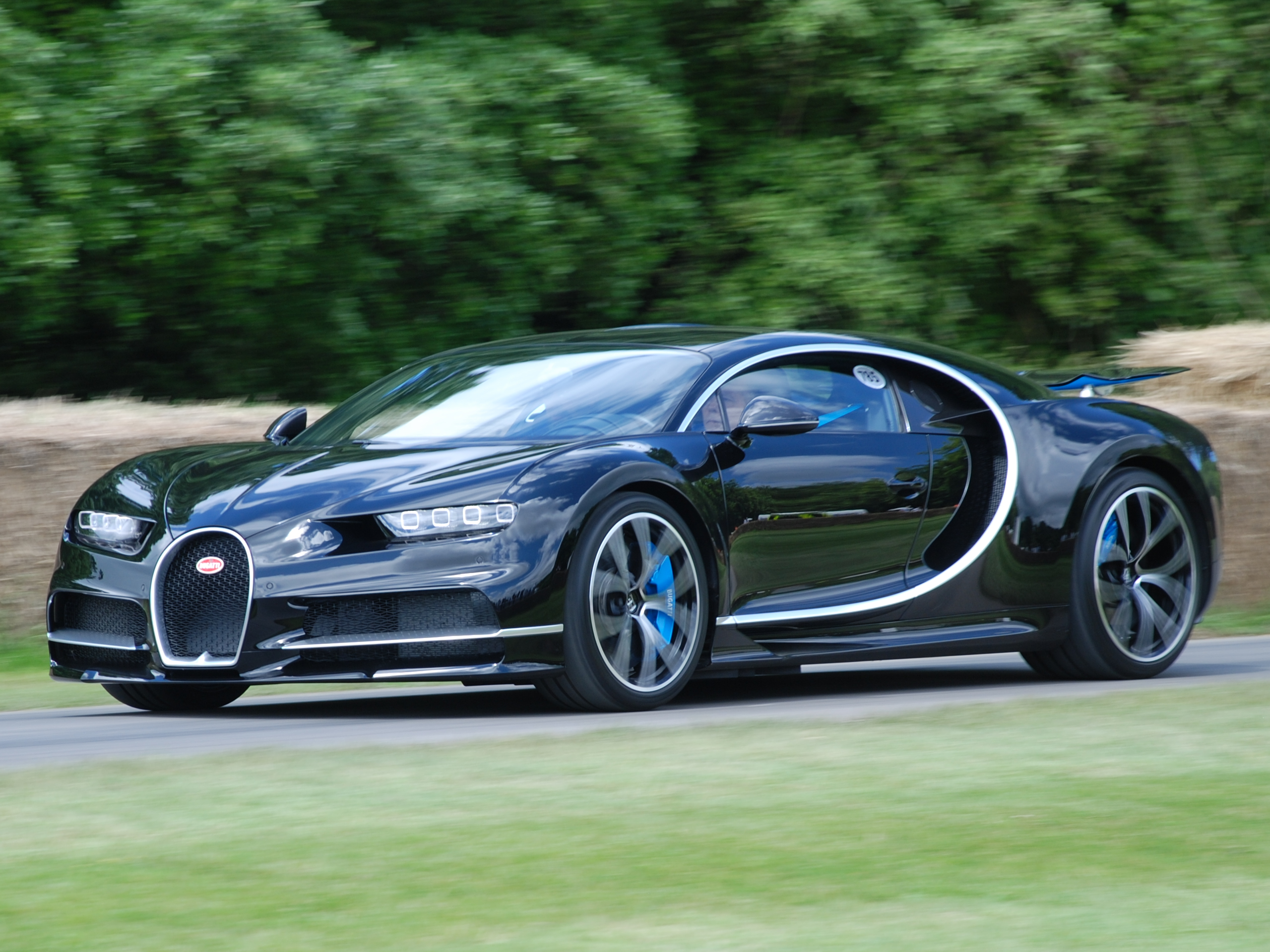
Bugatti Chiron (2016—...)

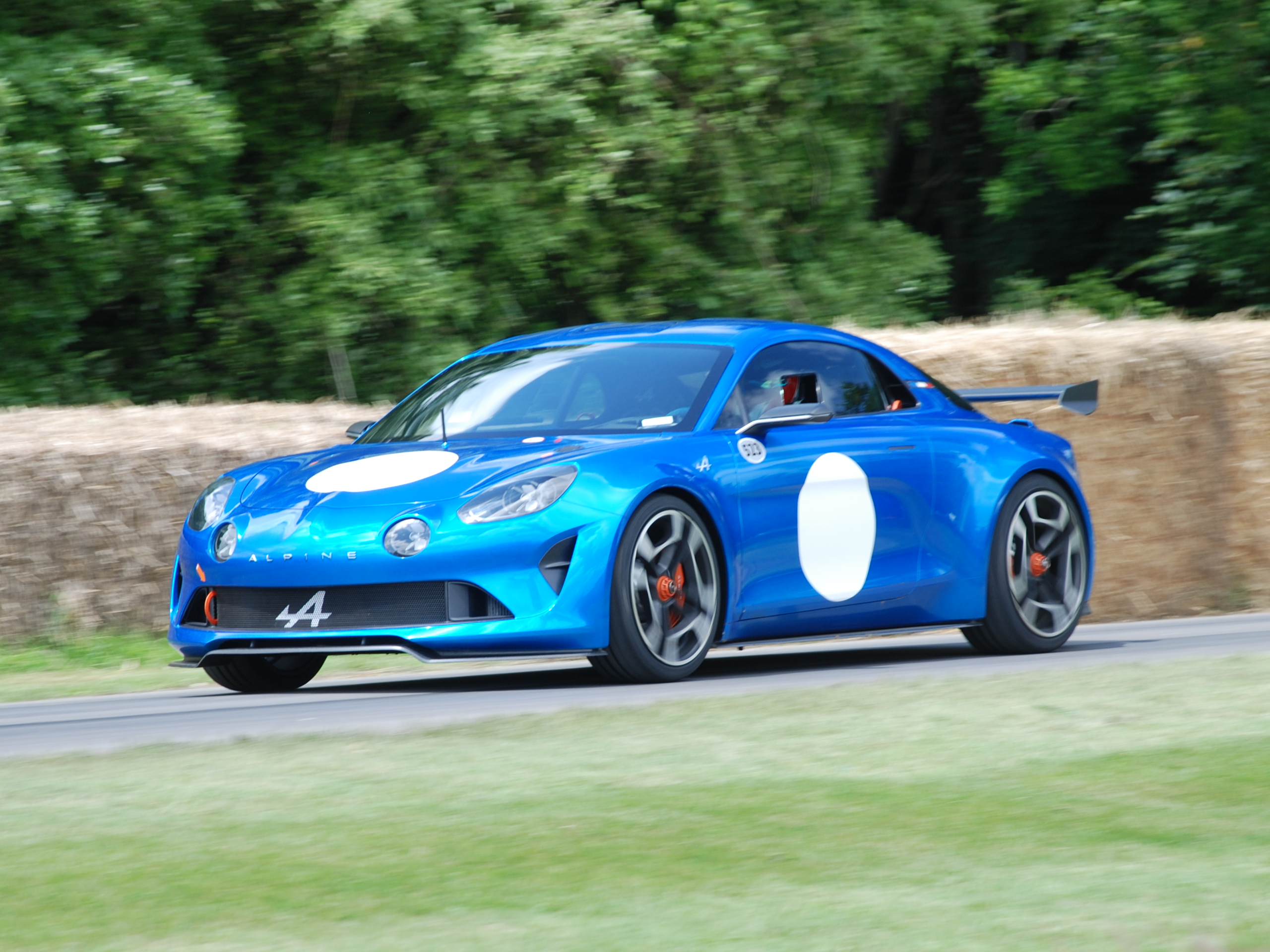
Alpine A110 (2017—...)

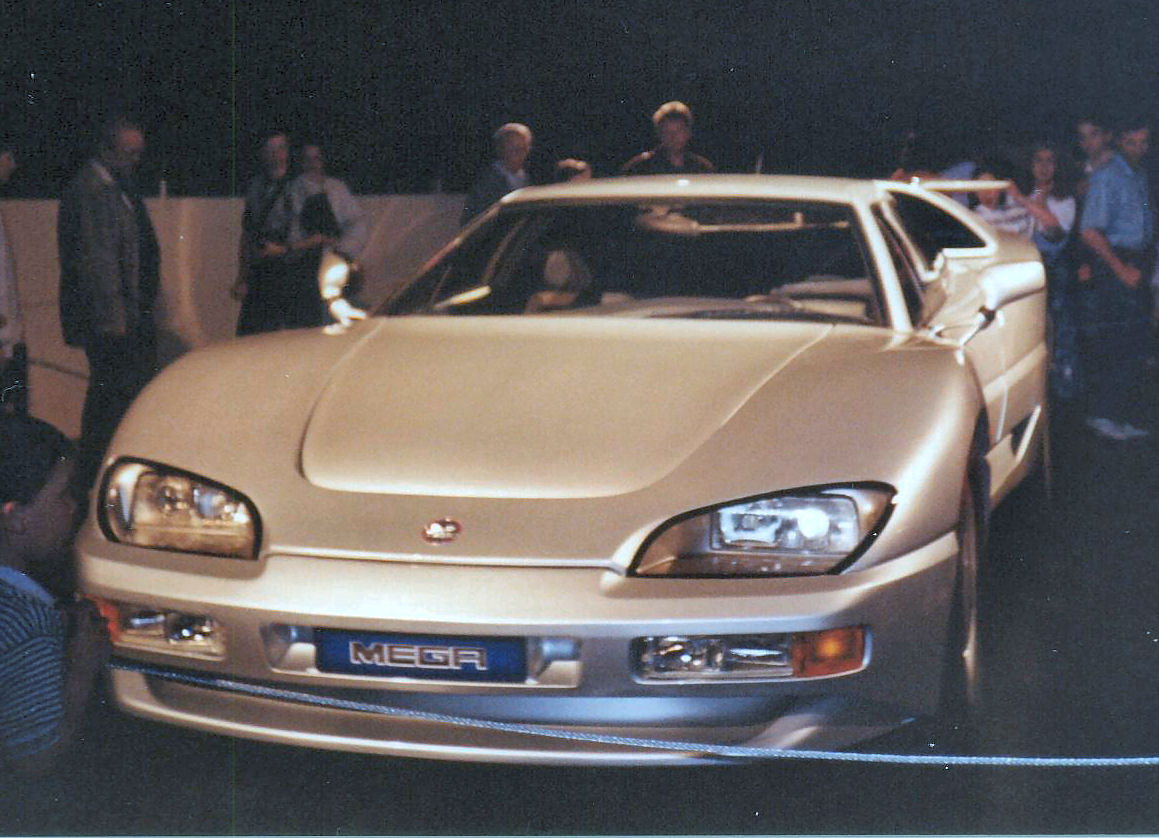
Mega Track (1992—2000)

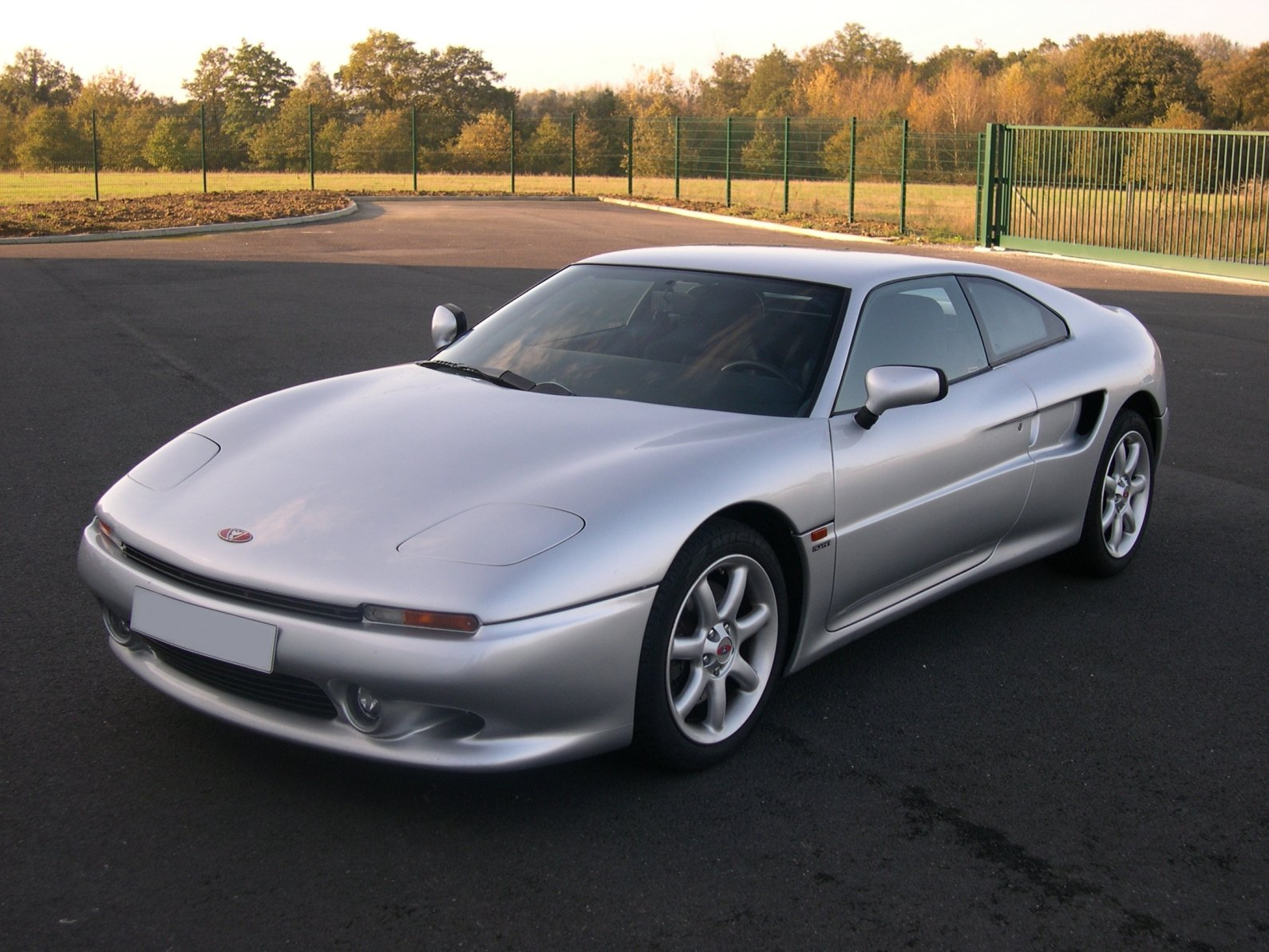
Venturi 300 Atlantique (1991—2000)

### Великі
- Groupe PSA
  - Citroën
  - DS Automobiles
  - Peugeot
- Groupe Renault
  - Alpine
  - Renault

### Малі
- ACMAT (1958—наш час)
- Aixam (1984—наш час)
- Auverland (1984—наш час)
- Bellier (1968—наш час)
- Bugatti (1909—1963, 1987—1995, 1998—наш час)
- De Clercq (1992—наш час)
- De La Chapelle (1985—наш час)
- Dué (2010—наш час)
- Exagon Engineering (2005—наш час)
- JDM SIMPA (1975—наш час)
- Ligier (1971—наш час)
- Mega (1992—наш час)
- Microcar (1980—наш час)
- MDI (1988—наш час)
- PGO (1986—наш час)
- Venturi (1984—наш час)

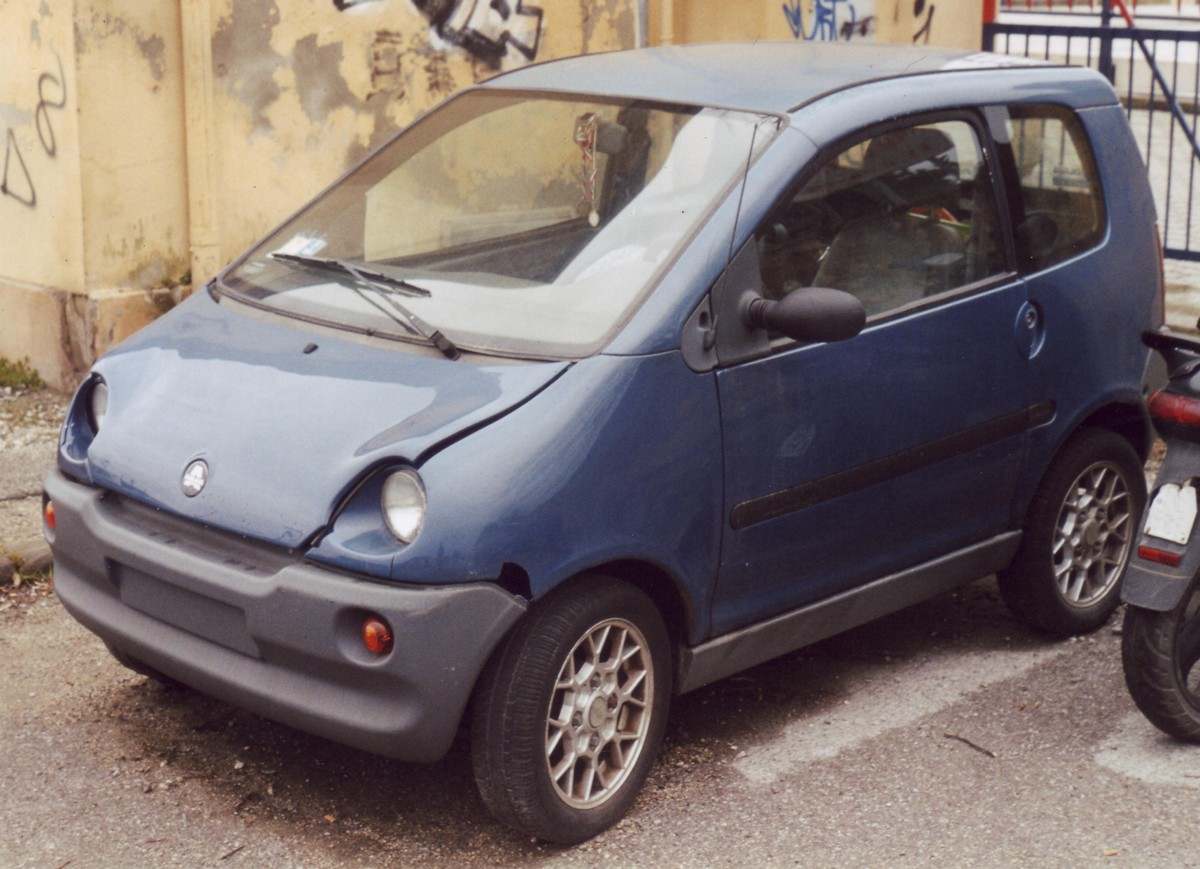
Aixam 400
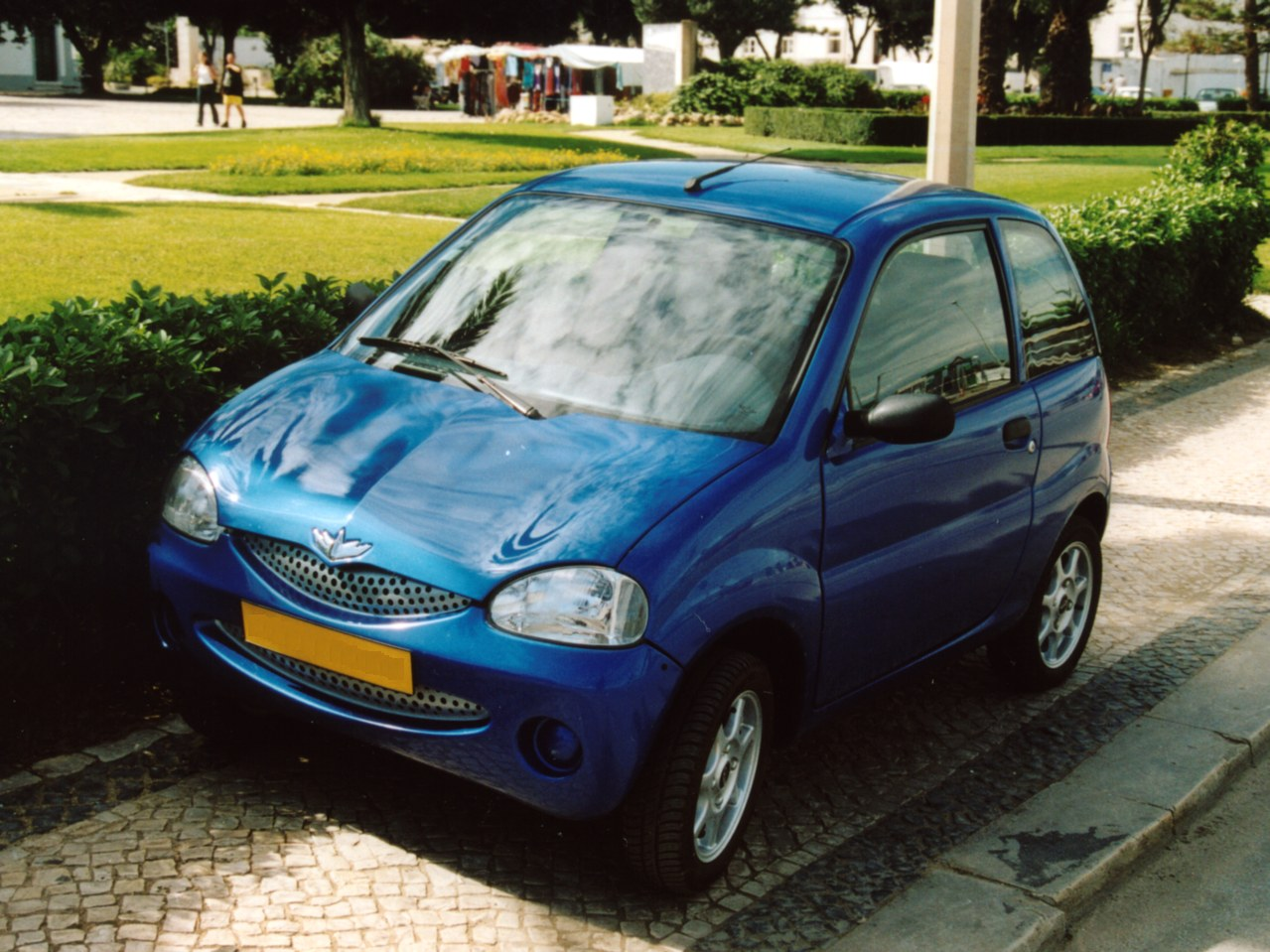
Chatenet Media
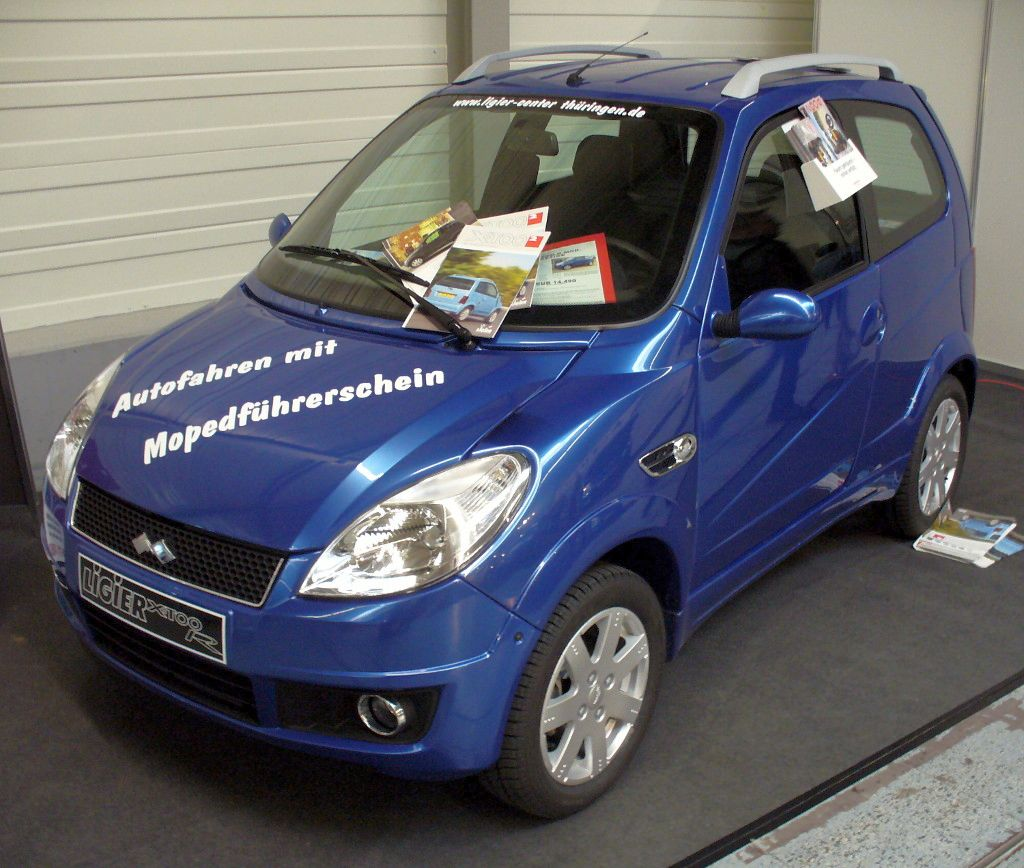
Ligier X-TOO R
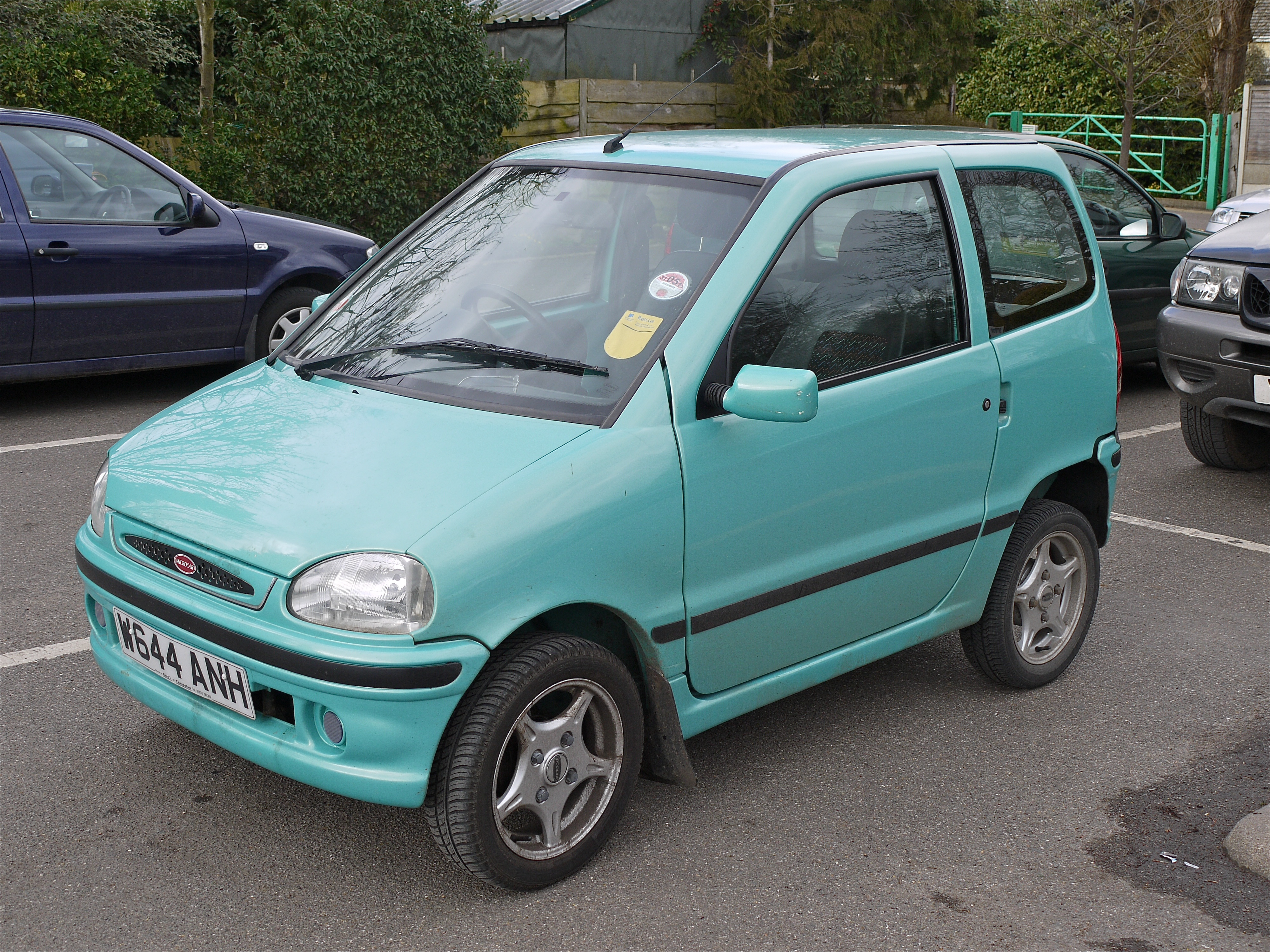
Microcar Virgo 2

## Обсяг виробництва за роками
Загальний обсяг світового виробництва автомобілів і автотранспортних засобів компанії Renault в 2010 році (без урахування Nissan) склав 2,716,286, з яких 2,395,876 — пасажирські транспортні засоби. Таким чином вона зайняла десяте місце серед усіх виробників автомобілів. Загальний обсяг виробництва автомобілів і автотранспортних засобів компанії PSA Peugeot Citroen в 2010 році склав 3,605,524, з яких 3,214,810 — пасажирські транспортні засоби. Таким чином вона зайняла восьме місце серед усіх виробників автомобілів.
Французьке виробництво легкових автомобілів в 1930-х роках так ніколи і не дійшло до рівня досягнутого в 1929 році:
Рік Випуск автомобілів (одиниць)
1928—224,000

1929—253,000
1931—145,321

1932—130,780

1933—140,635

1934—142,500
1936—204,000
 
1937—201,000

1938—224,000
Виробництво автомобілів у Франції:
| Рік  | Обсяг виробництва |
| ---- | ----------------- |
| 1950 | 357,000           |
| 1960 | 1,369,000         |
| 1970 | 2,750,086         |
| 1980 | 3,378,433         |
| 1990 | 3,768,993         |
| 2000 | 3,348,361         |
| 2005 | 3,549,008         |
| 2007 | 3,019,144         |
| 2008 | 2,568,978         |
| 2009 | 2,049,762         |
| 2010 | 2,229,421         |
| 2015 | 1,970,000         |
| 2016 | 2,082,000         |
| 2017 | 2,227,000         |
| 2018 | 2,270,000         |
| 2019 | 2,202,460         |
| 2020 | 1,316,371         |
| 2021 | 1,351,308         |
| 2022 | 1,383,173         |
| 2023 | 1,505,076         |